# Eugeniusz Lokajski

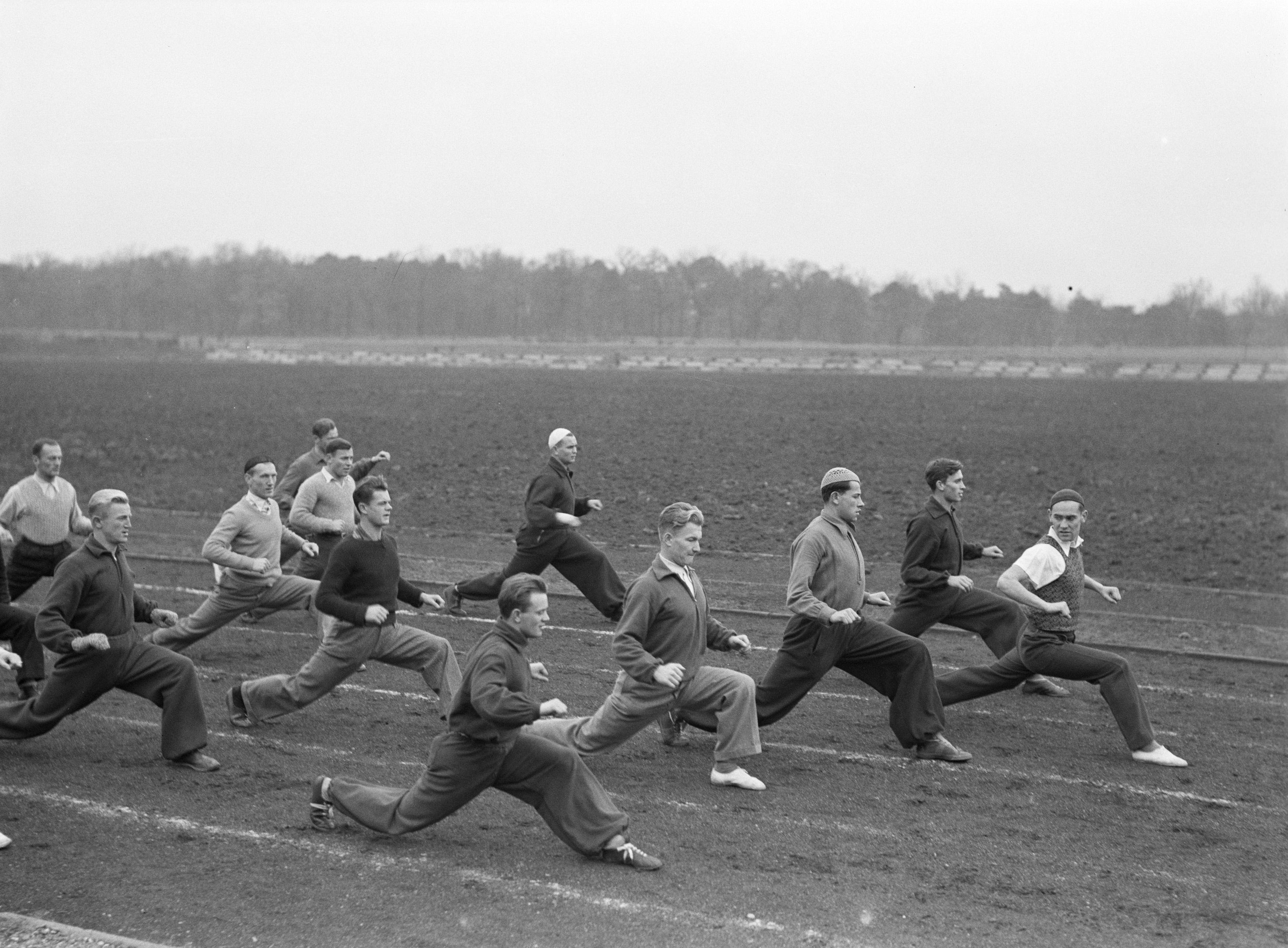
Eugeniusz Lokajski (v čele skupiny) vyučující atletiku na Ústředním institutu tělesné výchovy ve Varšavě

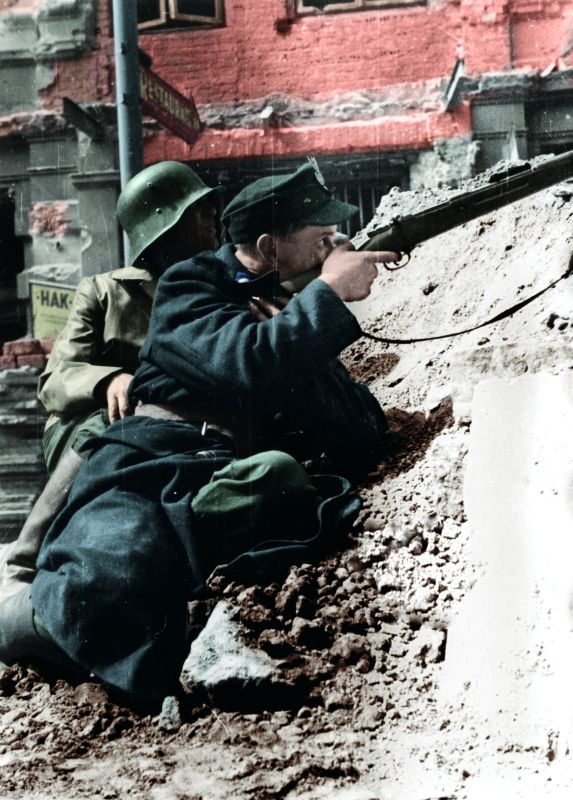
Povstalci ve Śródmieściu, 1944

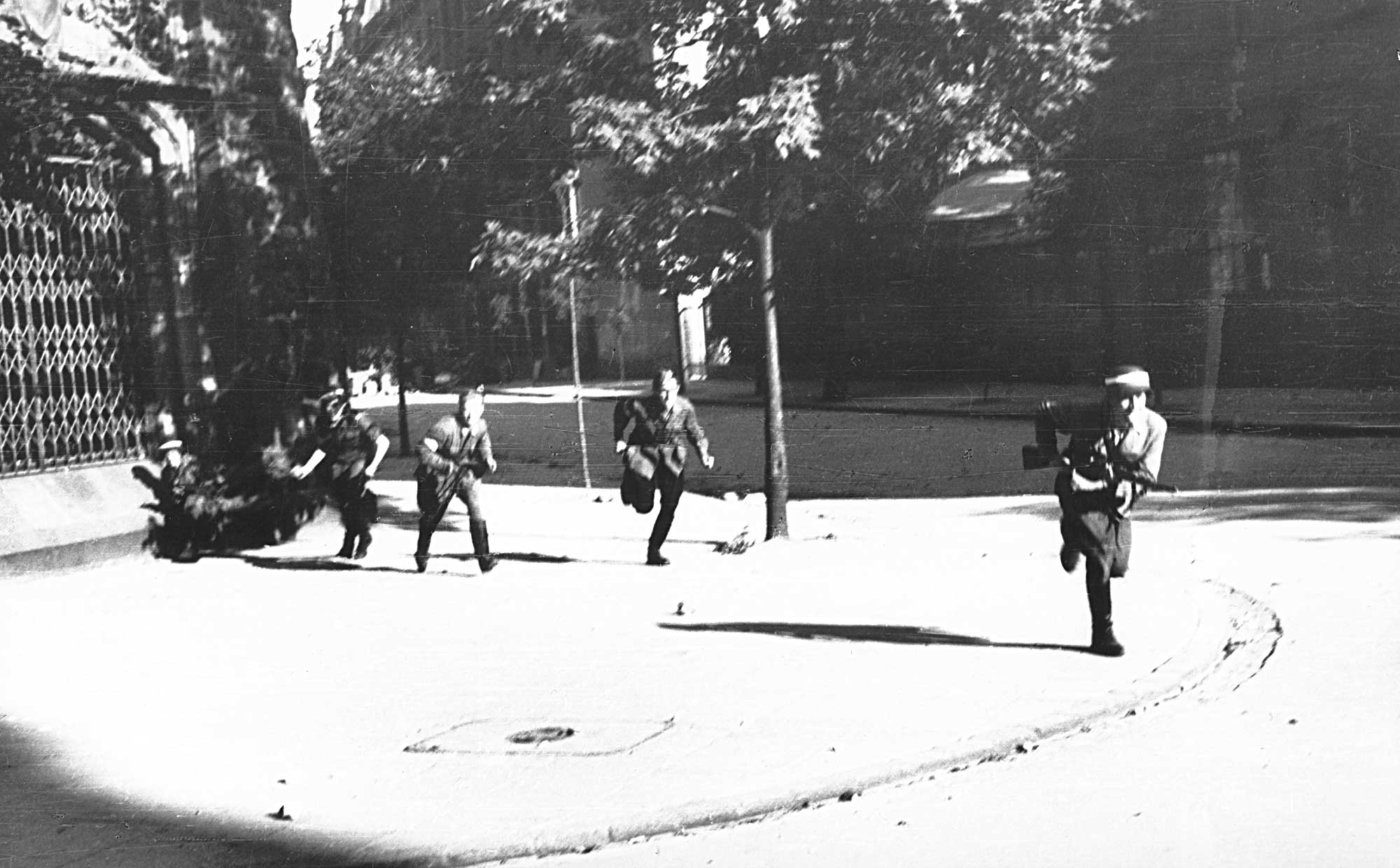
Útok vojáků roty „Koszta“ na restauraci "Esplanada" na rohu ulic Sienkiewicza a Marszałkowska, 3. srpna 1944.

Eugeniusz Zenon Lokajski (14. prosince 1908 ve Varšavě – 25. září 1944 tamtéž) byl polský sportovec, olympionik, amatérský fotograf, podporučík v záloze pěchoty Polské armády, poručík Zemské armády, účastník Varšavského povstání.

## Rodina
Narodil se v řemeslnické rodině jako syn Antonia a Antoniny rozené Górakiewiczových. Měl sestru, Zofii Lokajska-Domańska (1911-2009, pseudonym Zocha) a bratra Józefa (1920-1943, pseudonym Grot). Oba byli vojáci Zemské armády.

## Životopis

### Sportovní a pedagogická kariéra
Věnoval se atletickým sportům: hod oštěpem (trénoval od 15 let), pětiboj a desetiboj, skok vysoký. Získal medaile z polského mistrovství. V roce 1924 nastoupil do KS Warszawianka, kde trénoval různé disciplíny vč. plavání, běh a fotbal. Chtěl vstoupit do oštěpařské sekce, ale trenér ho odmítl. V roce 1928 složil maturitu na Evangelické reálce Mikołaj Rej ve Varšavě. Vystudoval Ústřední institut tělesné výchovy ve Varšavě. Po ukončení studií a absolvování vojenské služby v roce 1932 se vrátil do KS Warszawianka. V roce 1934 se stal asistentem - instruktorem atletiky na CIWF, později učitelem tělesné výchovy na domácí střední škole Mikołaje Reje. V roce 1934 se stal mistrem Polska v hodu oštěpem. V roce 1935 vyhrál vicemistrovství světa v pětiboji v Budapešti. Závodil na olympijských hrách v Berlíně v roce 1936, kde obsadil 7. místo v hodu oštěpem. Jeho polský rekord z roku 1936 – 73,27 m – vydržel 17 let. Před druhou světovou válkou byl předním oštěpařem na světě.

### Vojenská služba
Od roku 1931 do roku 1932 sloužil v Záložní důstojnické kadetní škole pěchoty v Zambrówě. Byl povýšen do hodnosti podporučíka v záloze ve Sboru důstojníků pěchoty se služebností k 1. lednu 1934 a ověřen s místem 42. Po vypuknutí 2. světové války velel v zářijovém tažení četě 35. pěšího pluku. Po invazi SSSR do Polska 17. září 1939 byl zatčen Sověty u Brestu, ze zajetí uprchl a v říjnu 1939 se vrátil do Varšavy. Zpočátku se skrýval a v té době pracoval jako dělník v Paprotnii. Poté se ve Varšavě věnoval fotografii, včetně divadelní fotografie, v roce 1942 si otevřel fotografický ateliér v bytě své matky v ulici Łucka 2. Později za německé okupace přednášel tajnou výuku na CIWF, působil jako učitel tělocviku na Soukromé obecné škole Mikołaje Reje. V lednu 1944 složil přísahu Zemské armádě a stal se důstojníkem v hodnosti poručíka. Stal se velitelem čety ve 3. rotě Praska, která byla součástí 1. praporu 3. oblasti Rembertów, 7. okresu Zemské armády „Obroża“.
Během Varšavského povstání sloužil ve štábní rotě „Koszta“ (pod pseudonymem "Brok"), zpočátku byl styčným důstojníkem roty a 30. srpna 1944 se stal velitelem čety. Zabýval se fotografickou dokumentací průběhu bojů a zločinů německé armády a jeho fotografie se setkaly s širokým uznáním a jsou neocenitelným svědectvím o odporu bojové metropole (svou fotografickou vášeň rozvinul již ve 30. letech pomocí fotoaparátu Leica). Pořídil přes 1000 fotografií dokumentujících Varšavské povstání. Zemřel 25. září pod troskami nájemního domu vybombardovaného Němci v ulici Marszałkowska 129, kam šel do tamního fotografického obchodu s úmyslem koupit filmy do fotoaparátu. Jeho tělo bylo vyhrabáno zpod trosek 15. května 1945. Byl pohřben na hřbitově Powązki ve Varšavě (oddíl 149-1-22).

## Ceny a ocenění
Prezident Polské republiky Lech Kaczyński udělil 2. srpna 2009 posmrtně Eugeniu Lokajskému Důstojnický kříž Řádu znovuzrozeného Polska za vynikající zásluhy o nezávislost Polské republiky.

## Připomenutí
Eugeniusz Lokajski se věnoval dokumentárním filmům: Gienek (1968, scénář Jan Łomnicki, Marian Bekajło, produkce: Jan Łomnicki), Z archivu poručíka Broka (2004, scenárista a režisér Krzysztof Kownas).
Dne 22. dubna 1978 byla Sportovní základní škola č. 55 v Lodži pojmenována po Eugeniu Lokajském. Ceremoniálu se zúčastnila sestra patrona, Zofia Lokajska-Domańska, a několik olympioniků.
Dne 22. září 1981 byla po Eugeniuszi Lokajském pojmenována Sportovní základní škola č. 272 (v současnosti Areál Sportovní školy Eugenia Lokajského ve Varšavě).
Ulice ve varšavské čtvrti Ursynów a ve čtvrti Polesí v Lodži byly pojmenovány po Eugeniu Lokajském.
Po zhroucení povstání odvezla snímky Eugeniusze Lokajského z hlavního města jeho sestra Žofie. Na začátku 21. století je darovala Muzeu varšavského povstání. V roce 2009 se album s fotografiemi Eugenia Lokajského vydané Muzeem varšavského povstání umístilo na prvním místě v soutěži Fotografická publikace roku 2008 pořádané f5 Gallery & Księgarnię Fotograficzną v kategorii album .
Od roku 2014 Asociace polských novinářů uděluje cenu Eugenia Lokajského za sportovní fotografii.

## Galerie

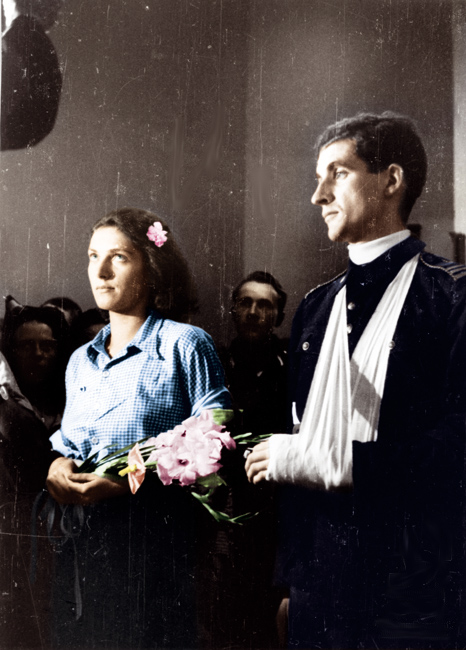
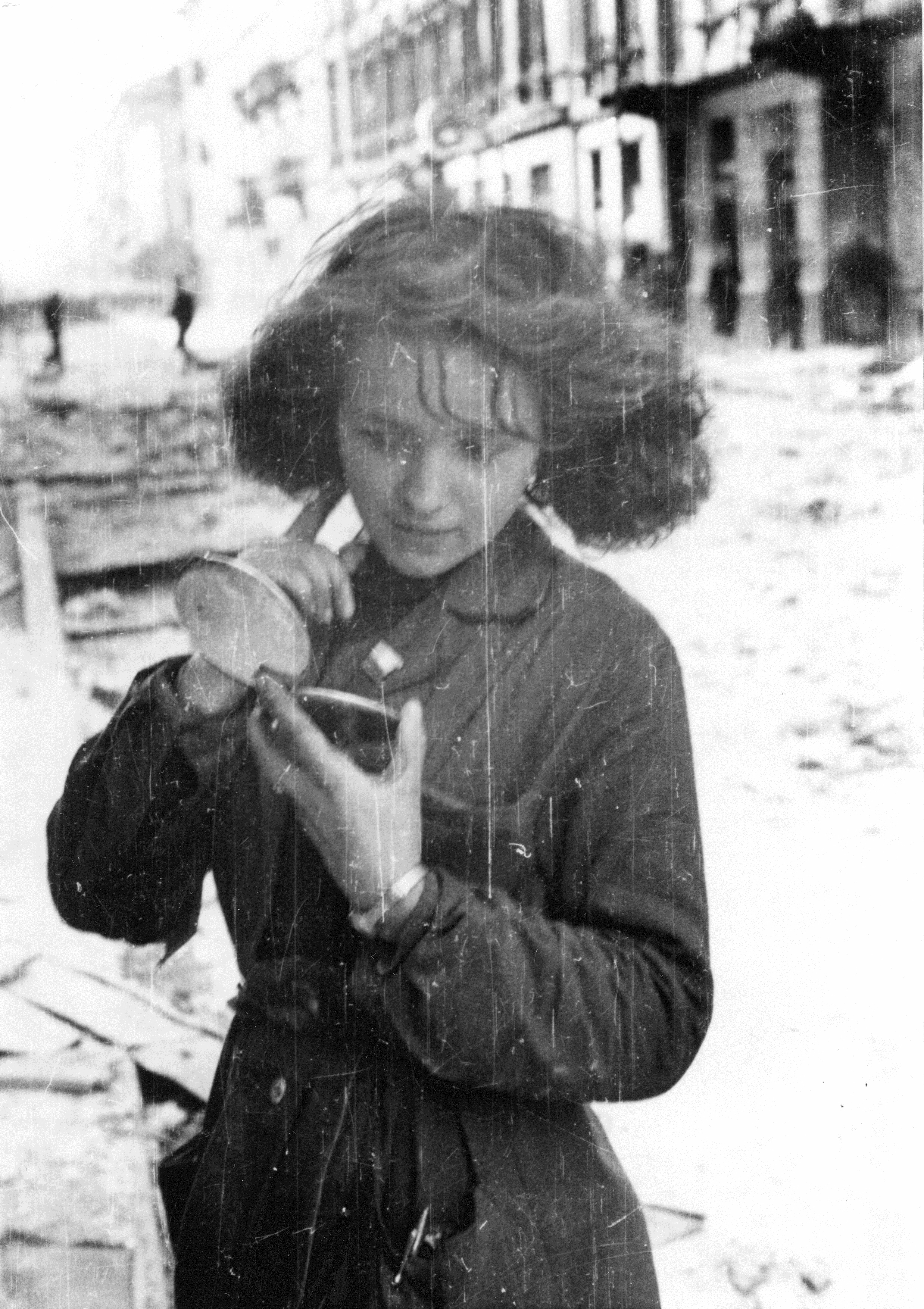
Dívka se zrcátkem
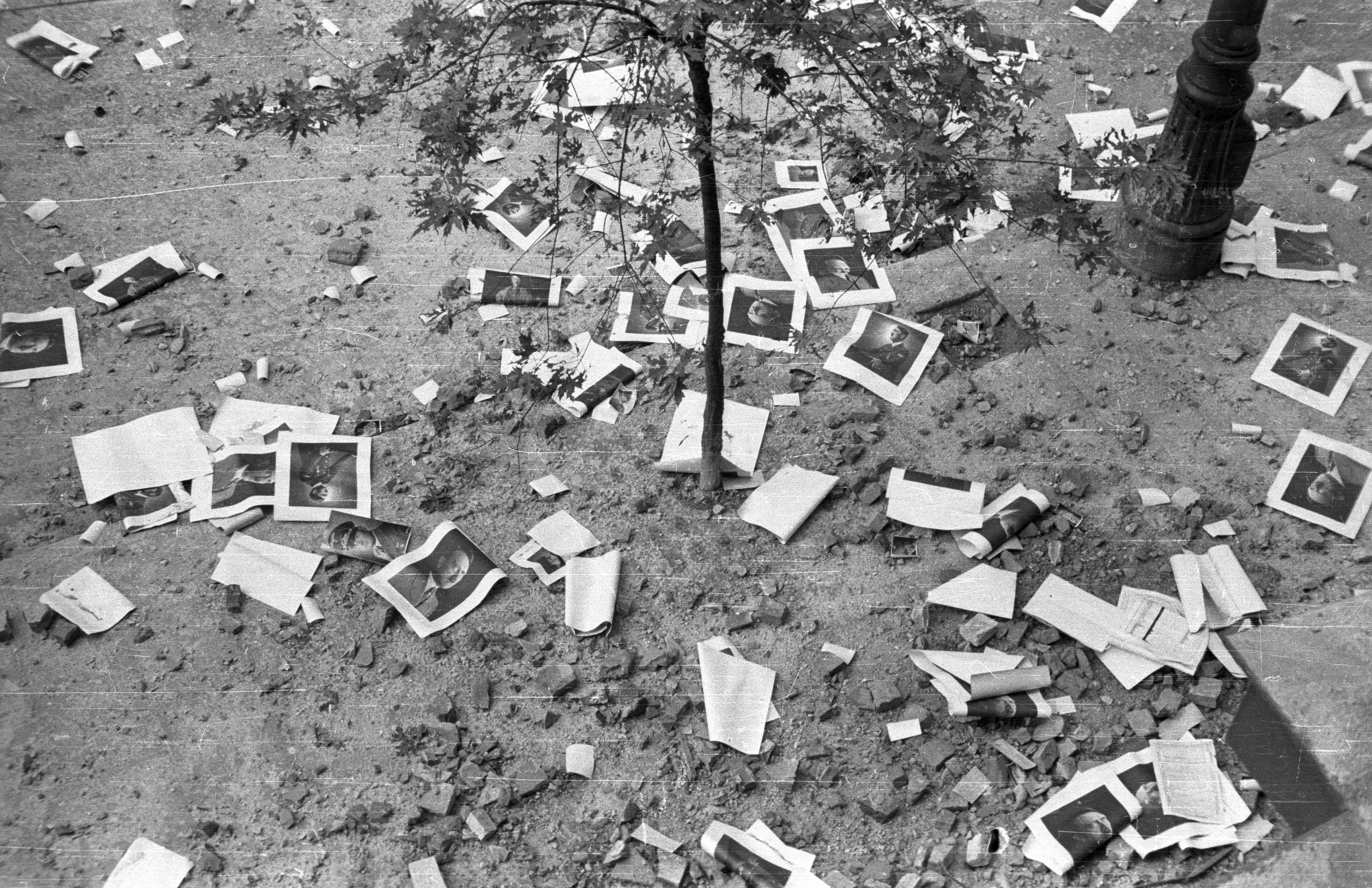
Hitlerovy fotografie
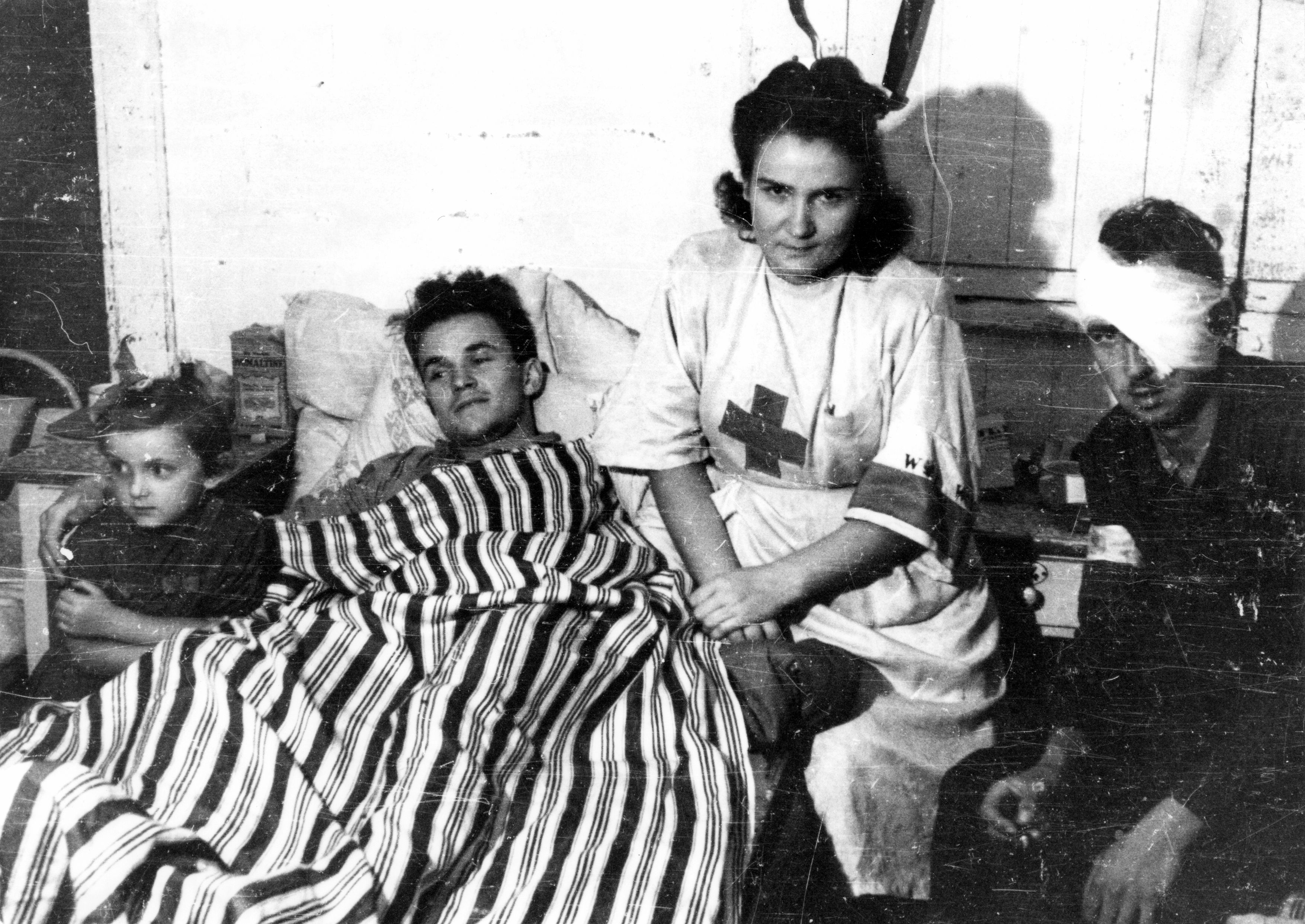
Nemocnice Koszta
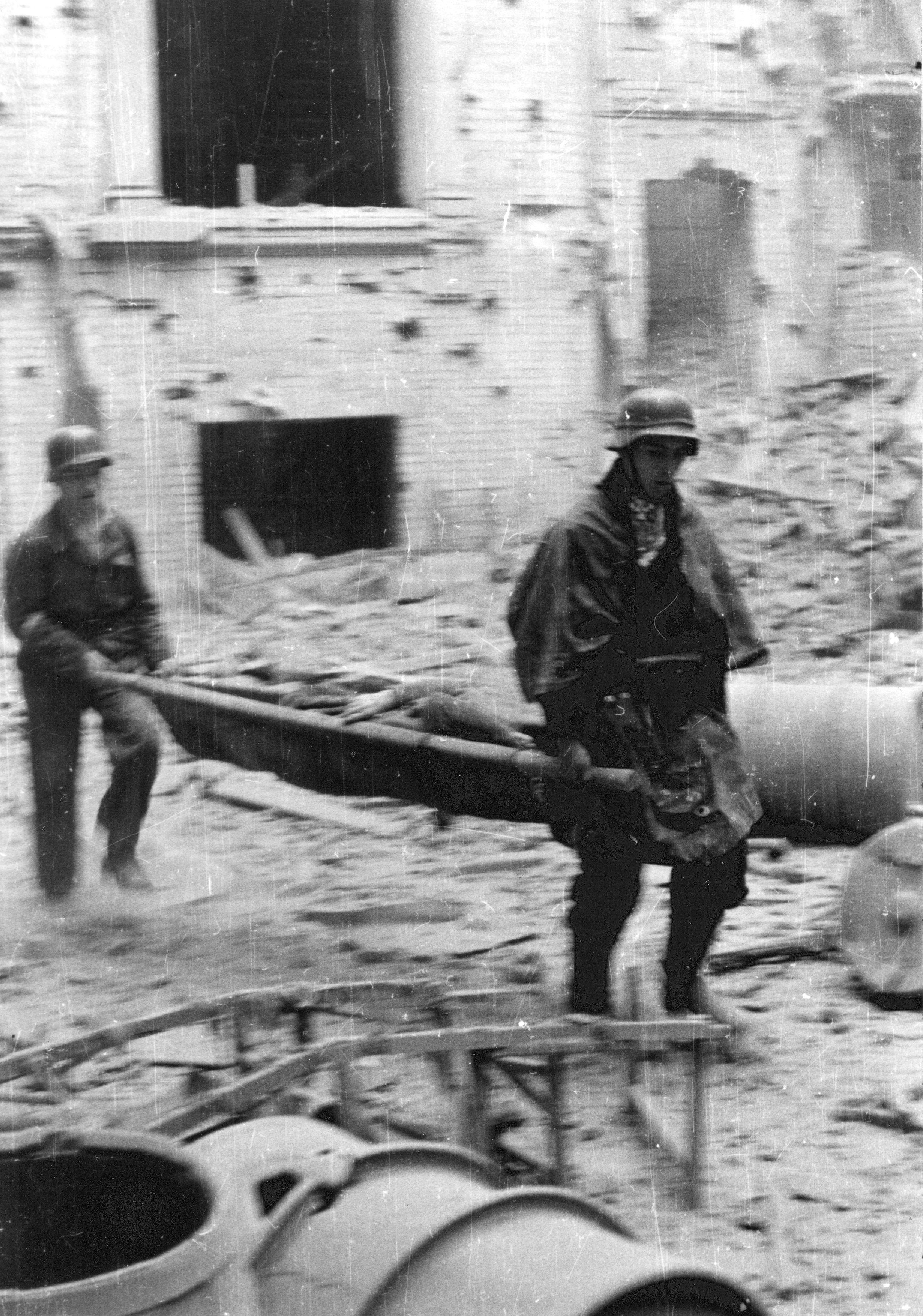
Medikové
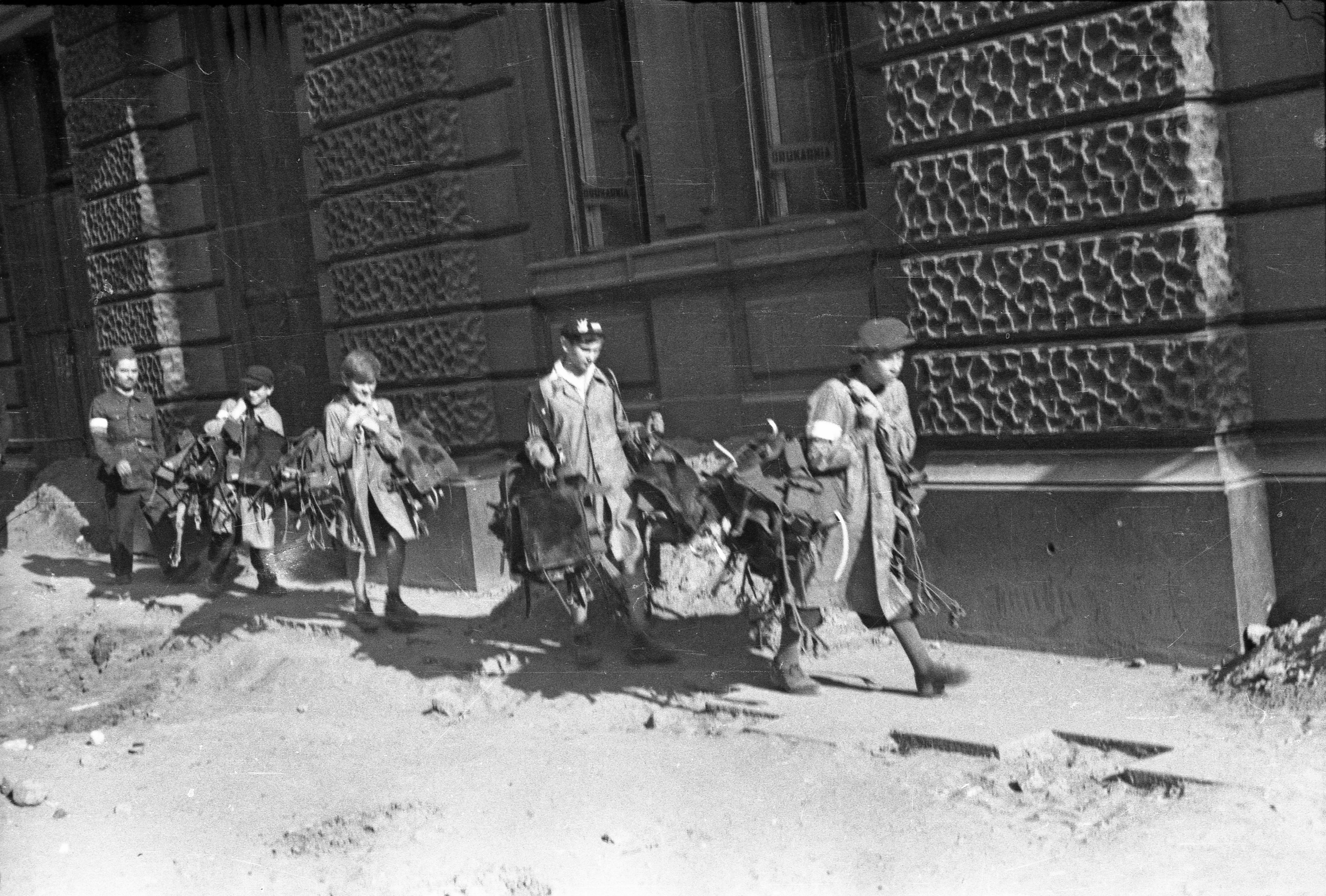
Ulice Moniuszki
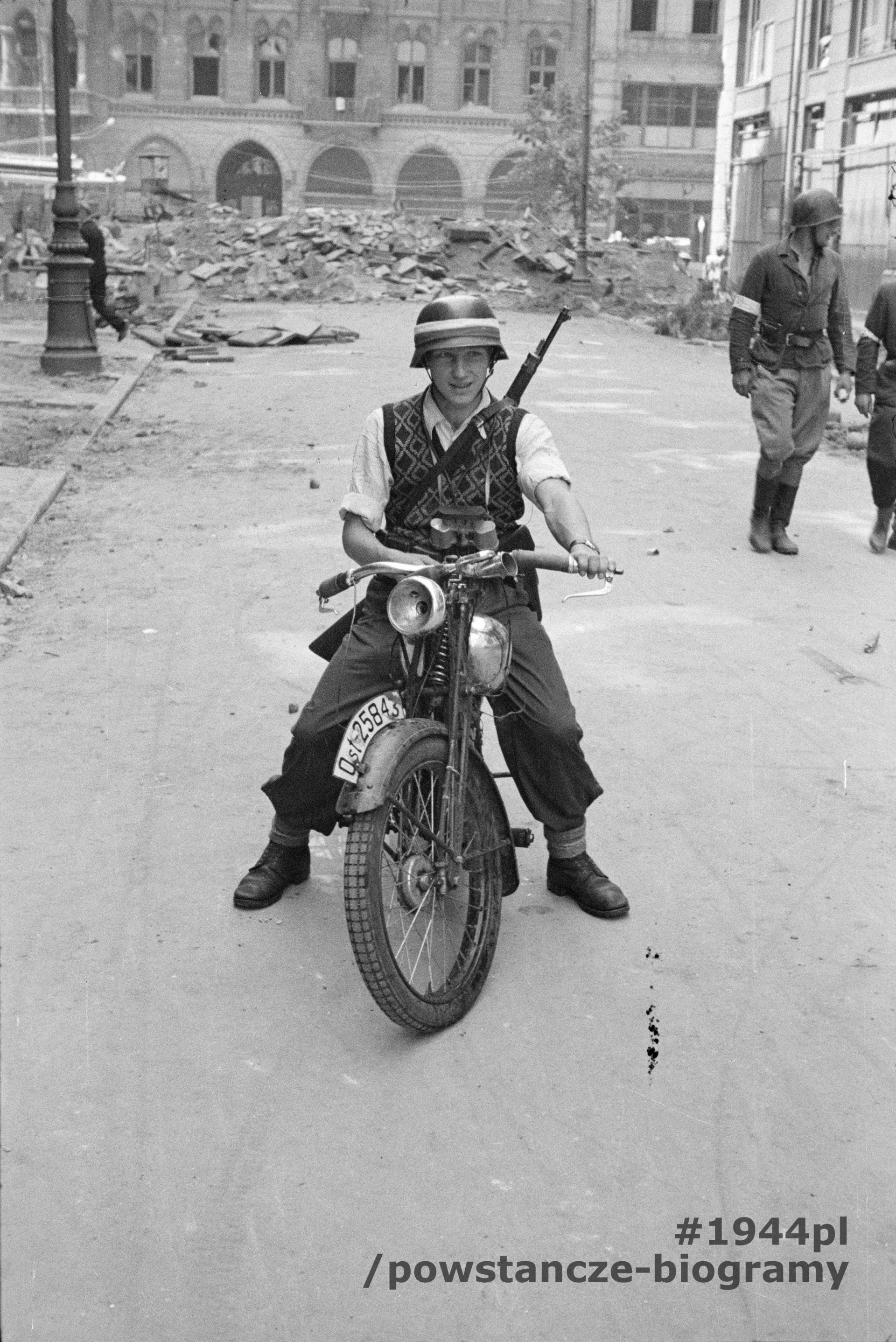
Německý motocykl
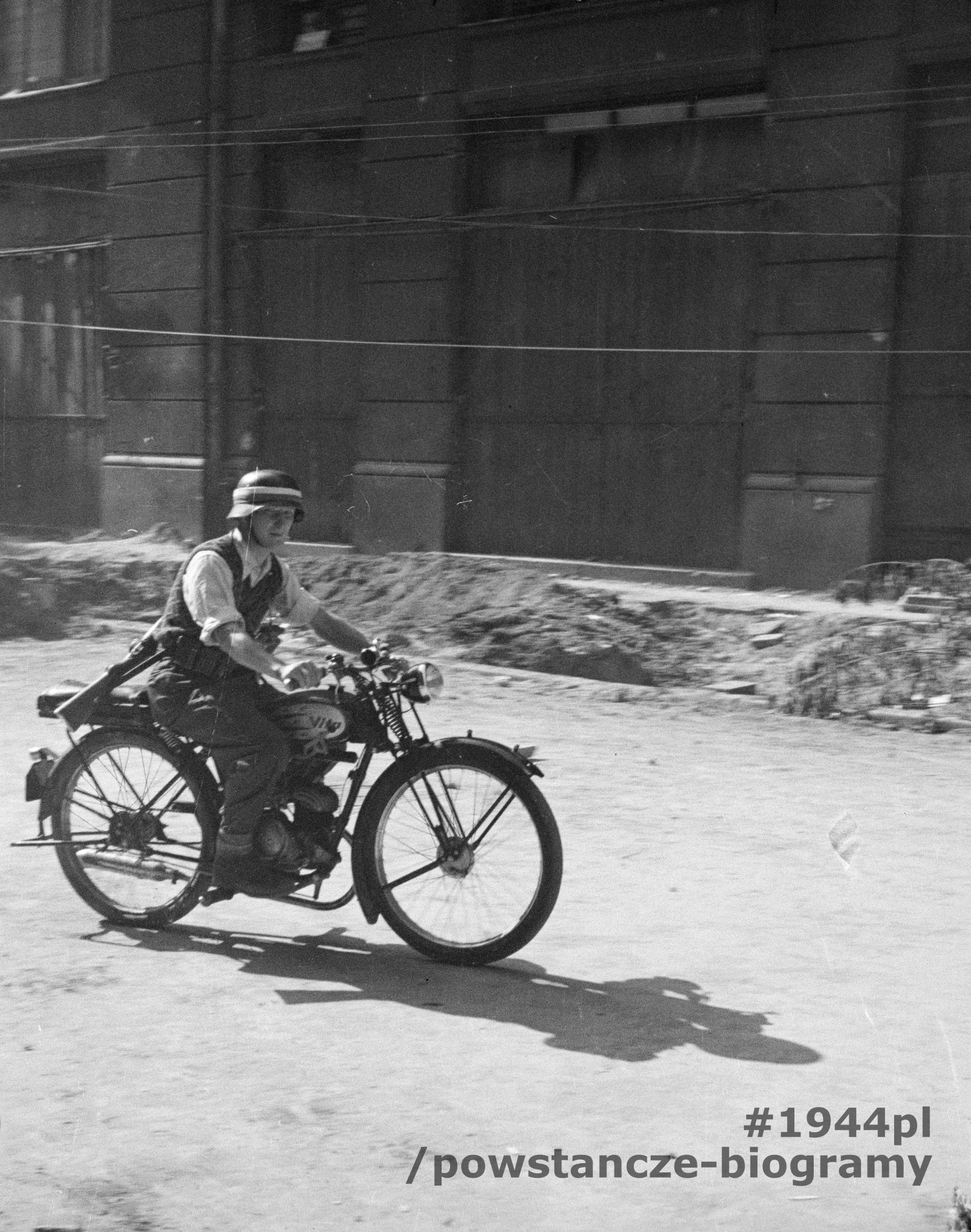
Německý motocykl
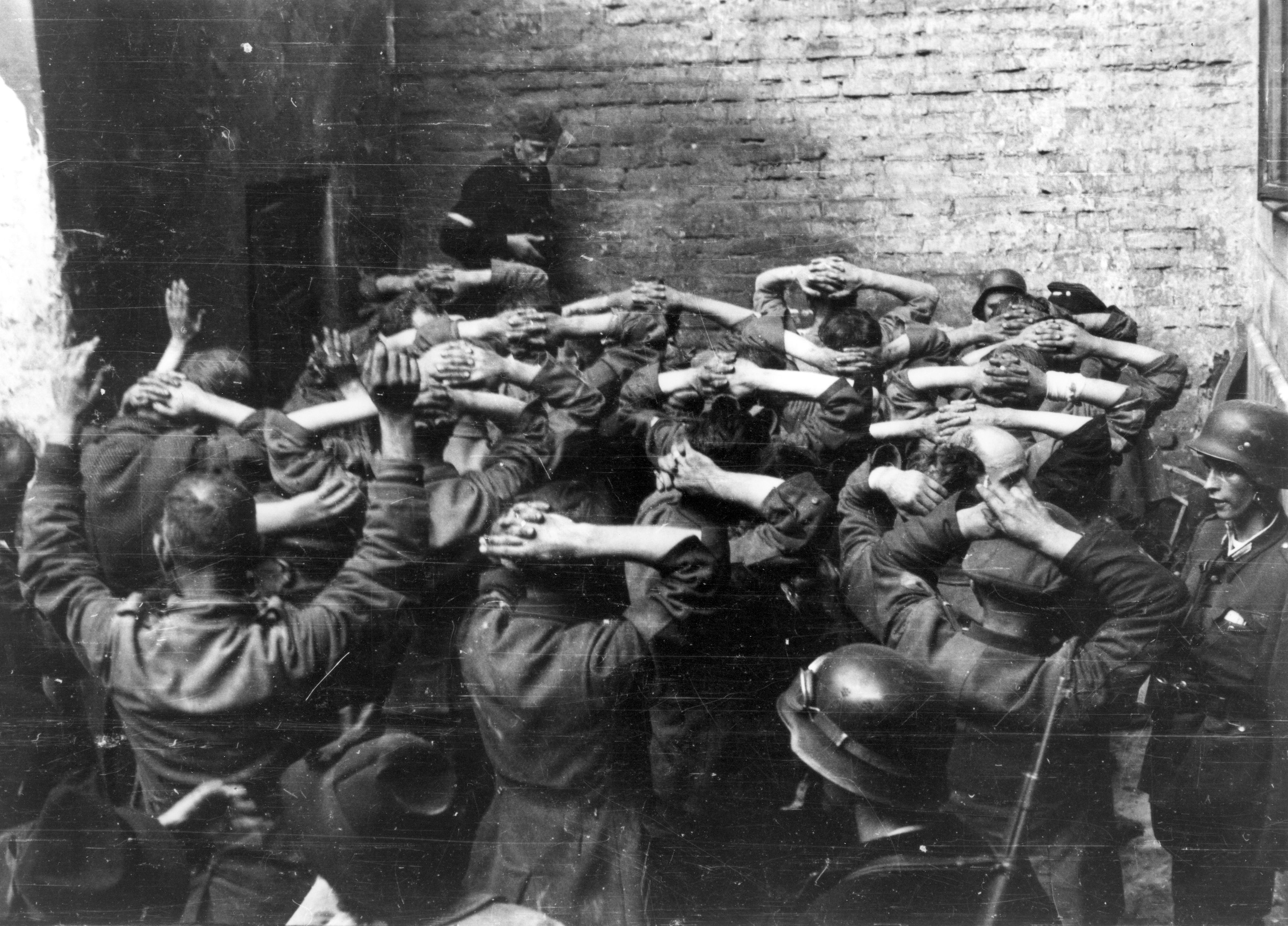
Němečtí zajatci
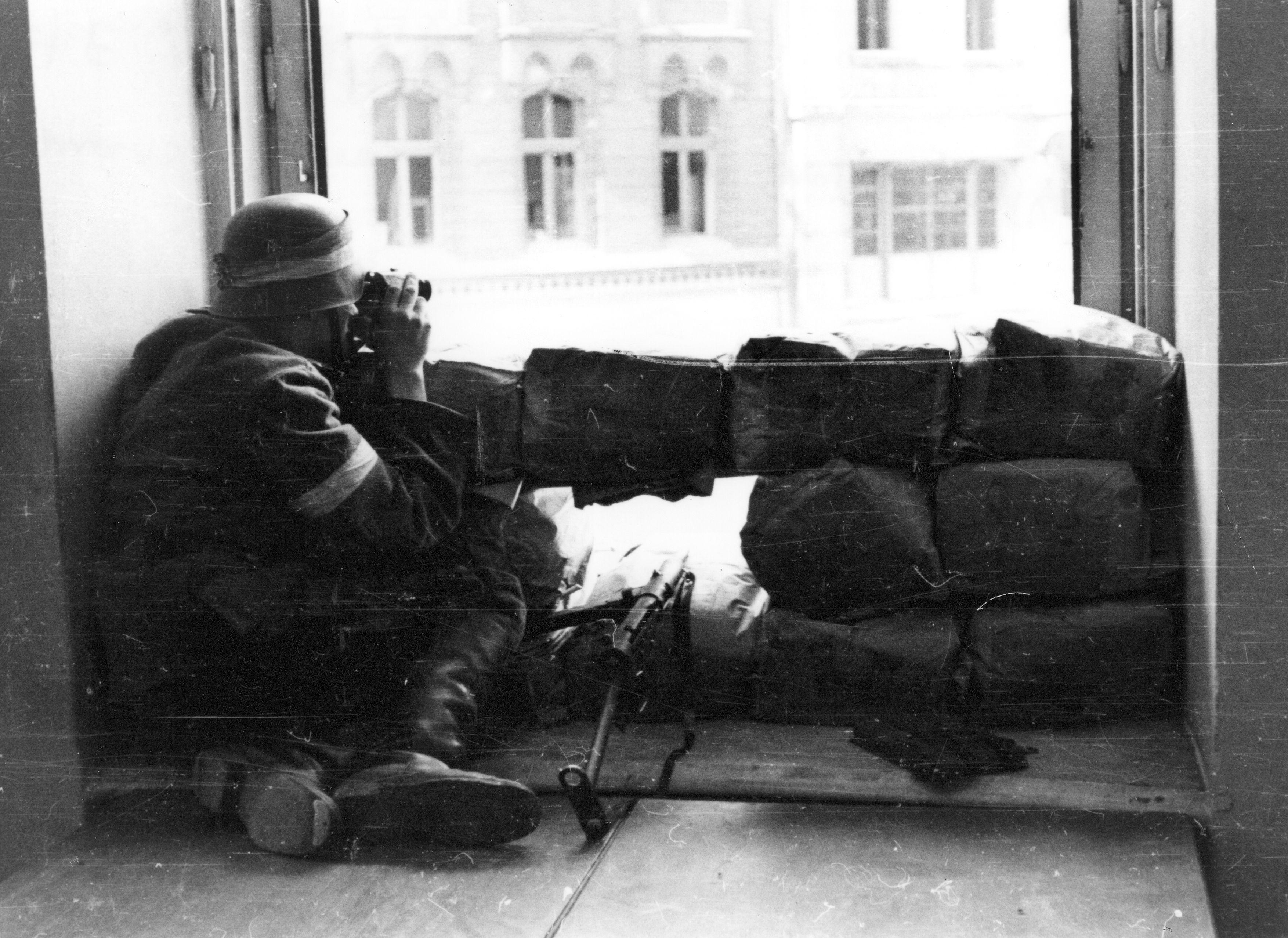
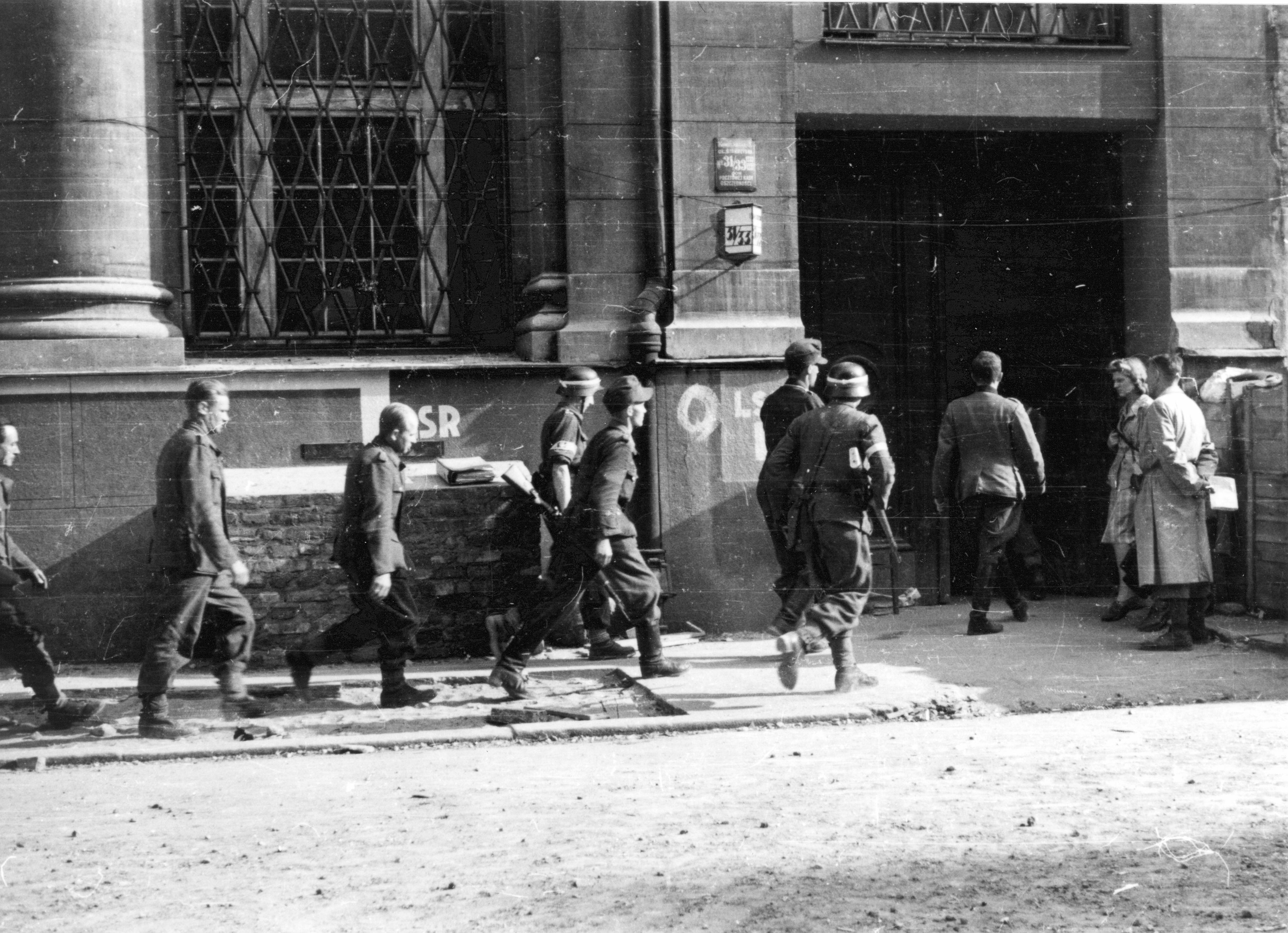
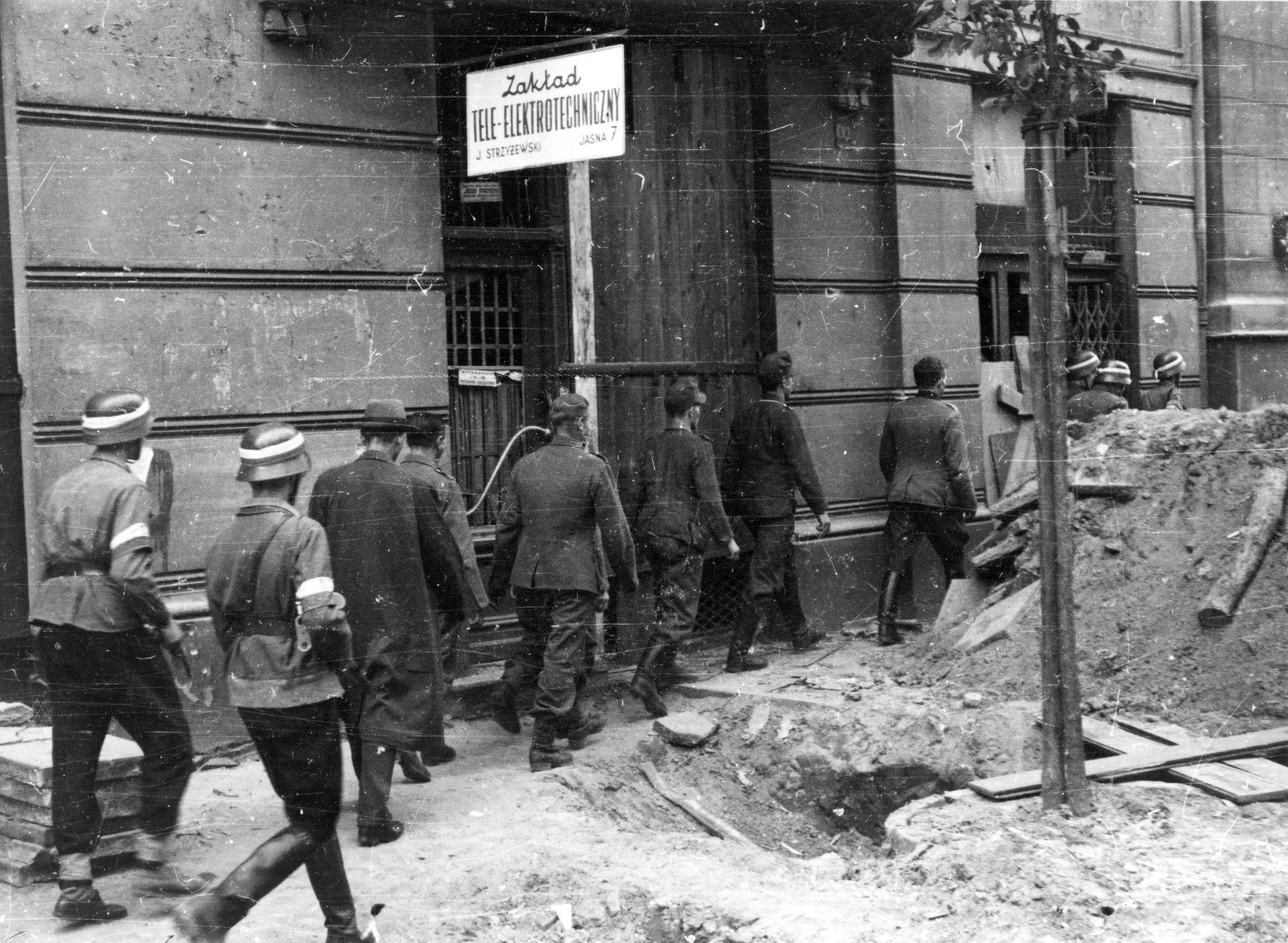
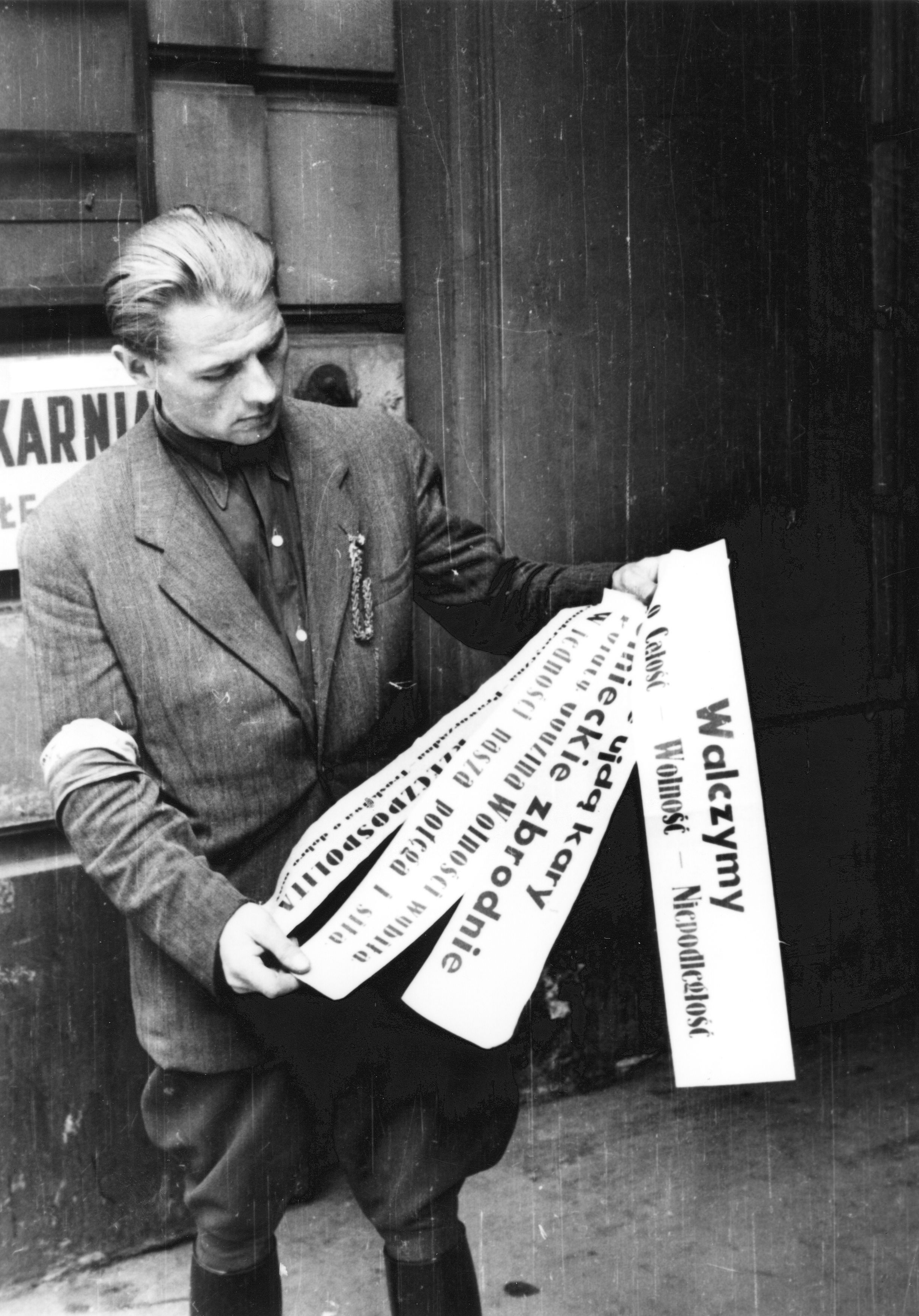
Roman Rozmiłowski
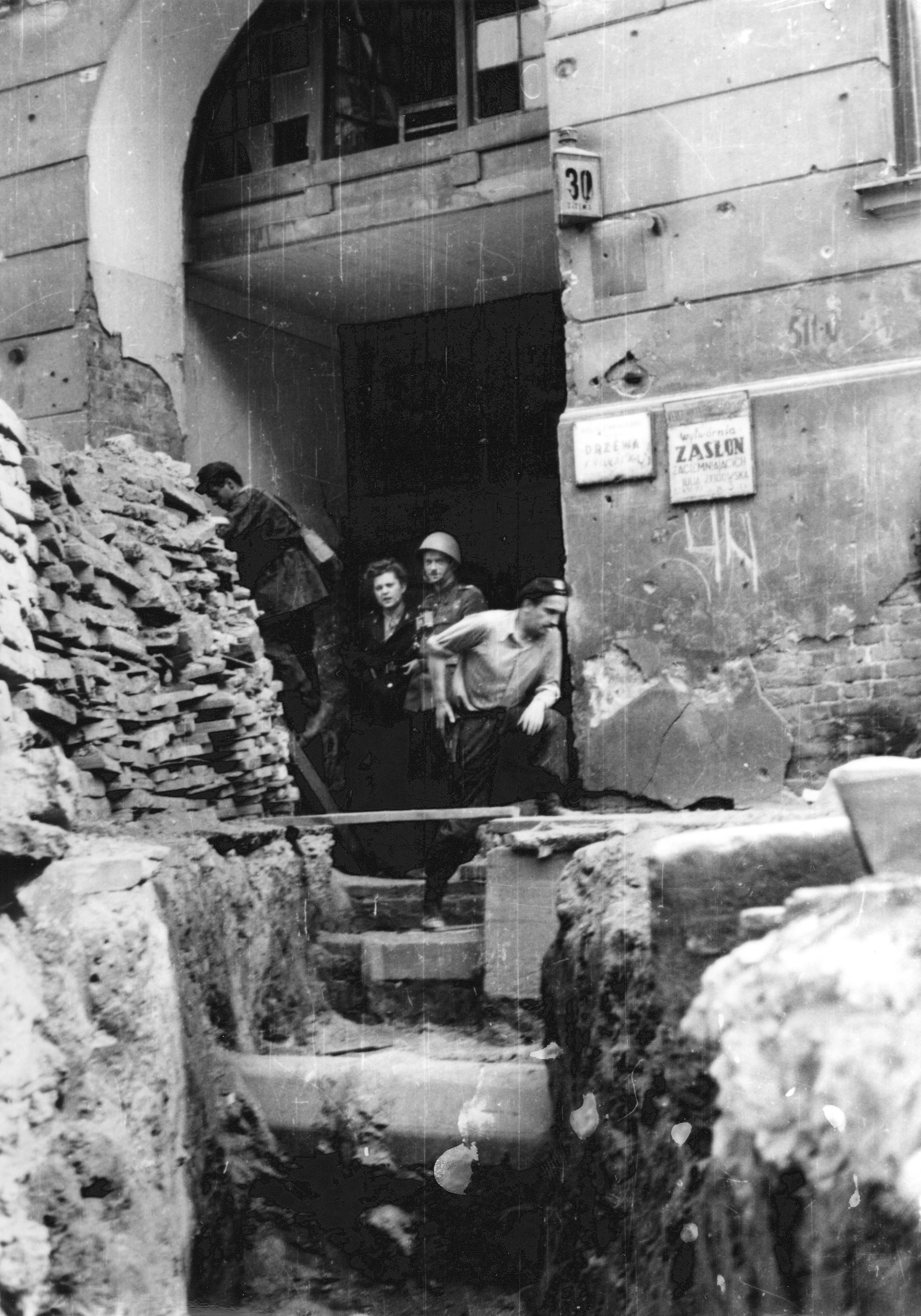
Barricade on Zielona St
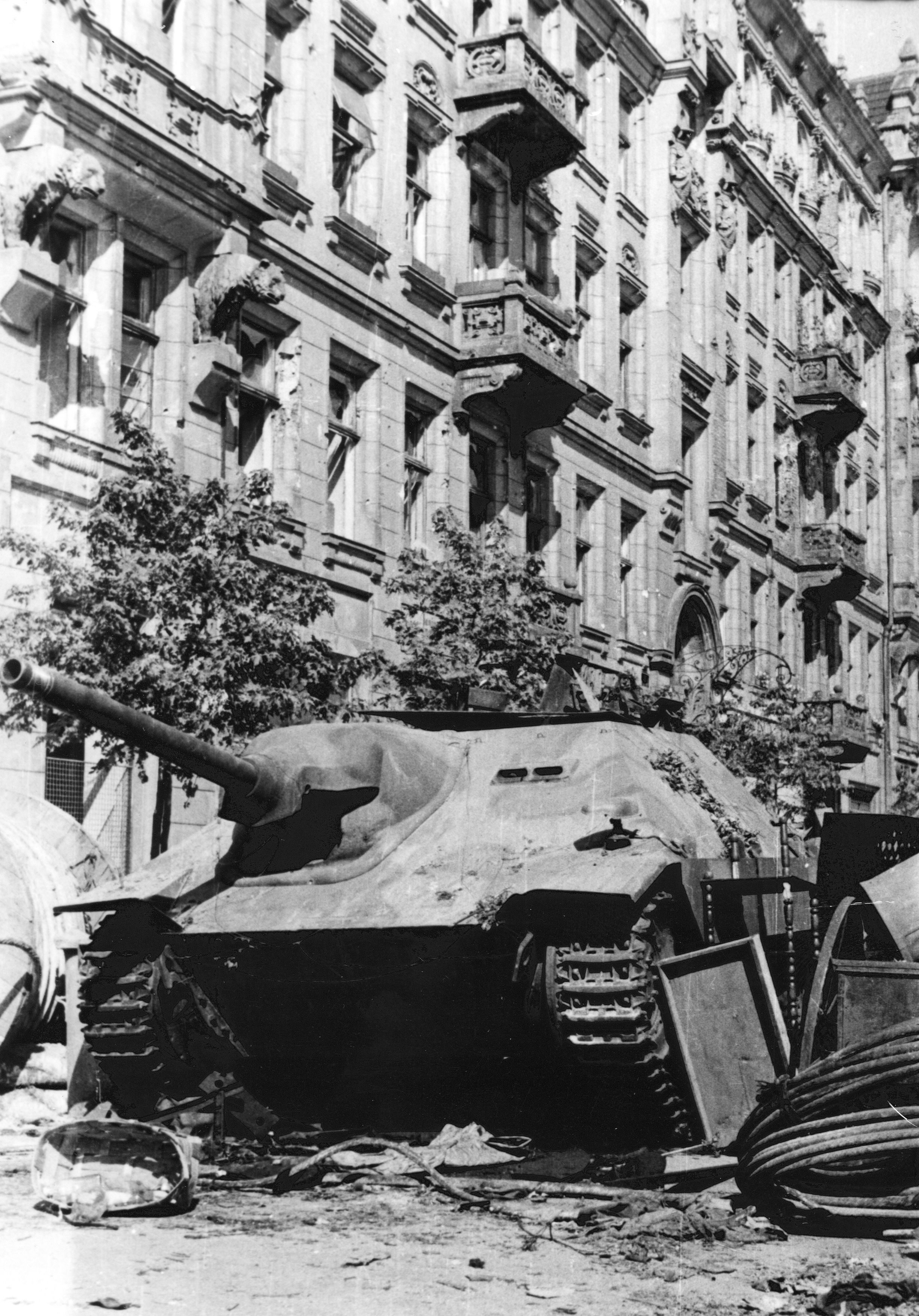
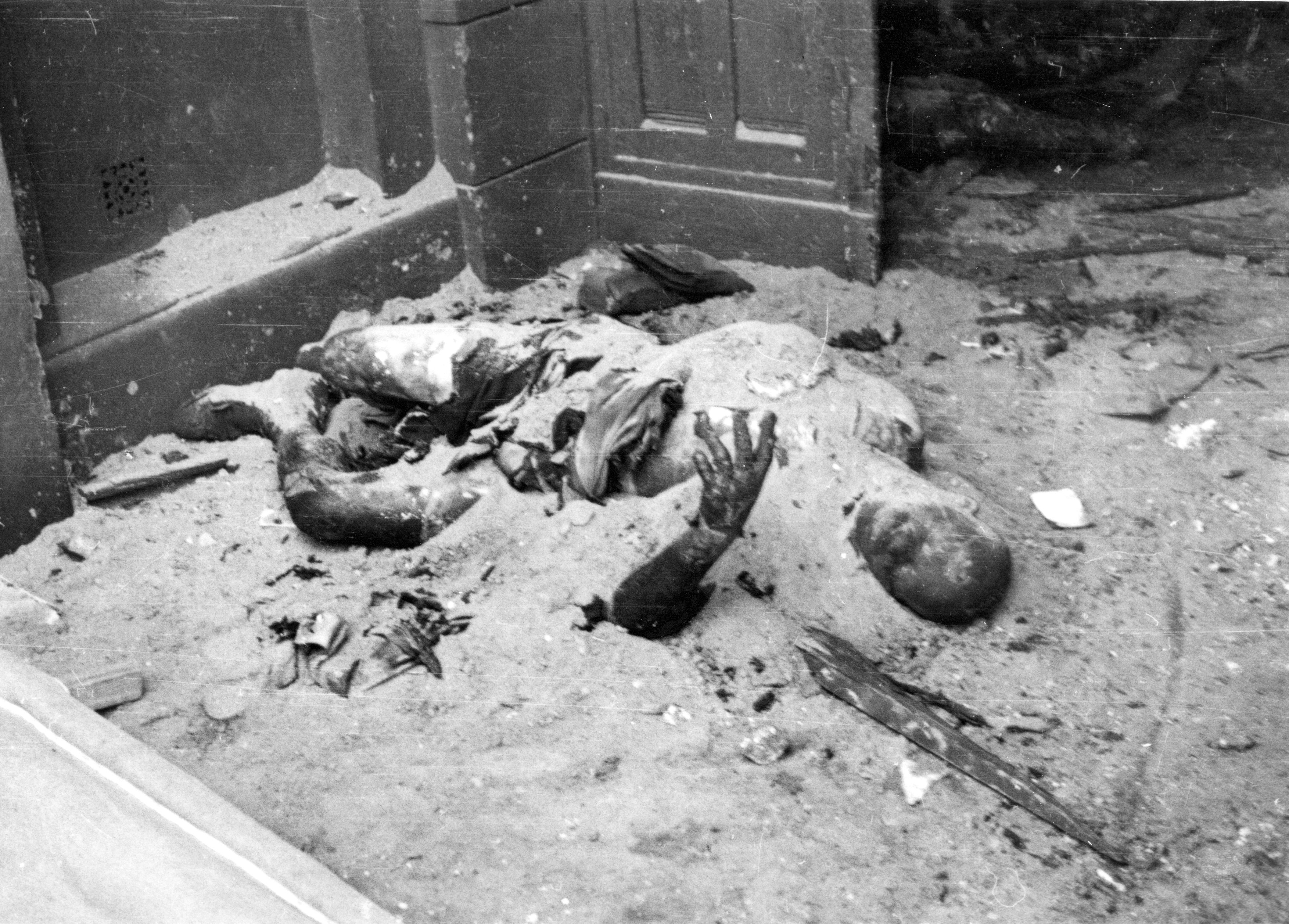
Civilians burned by German Army
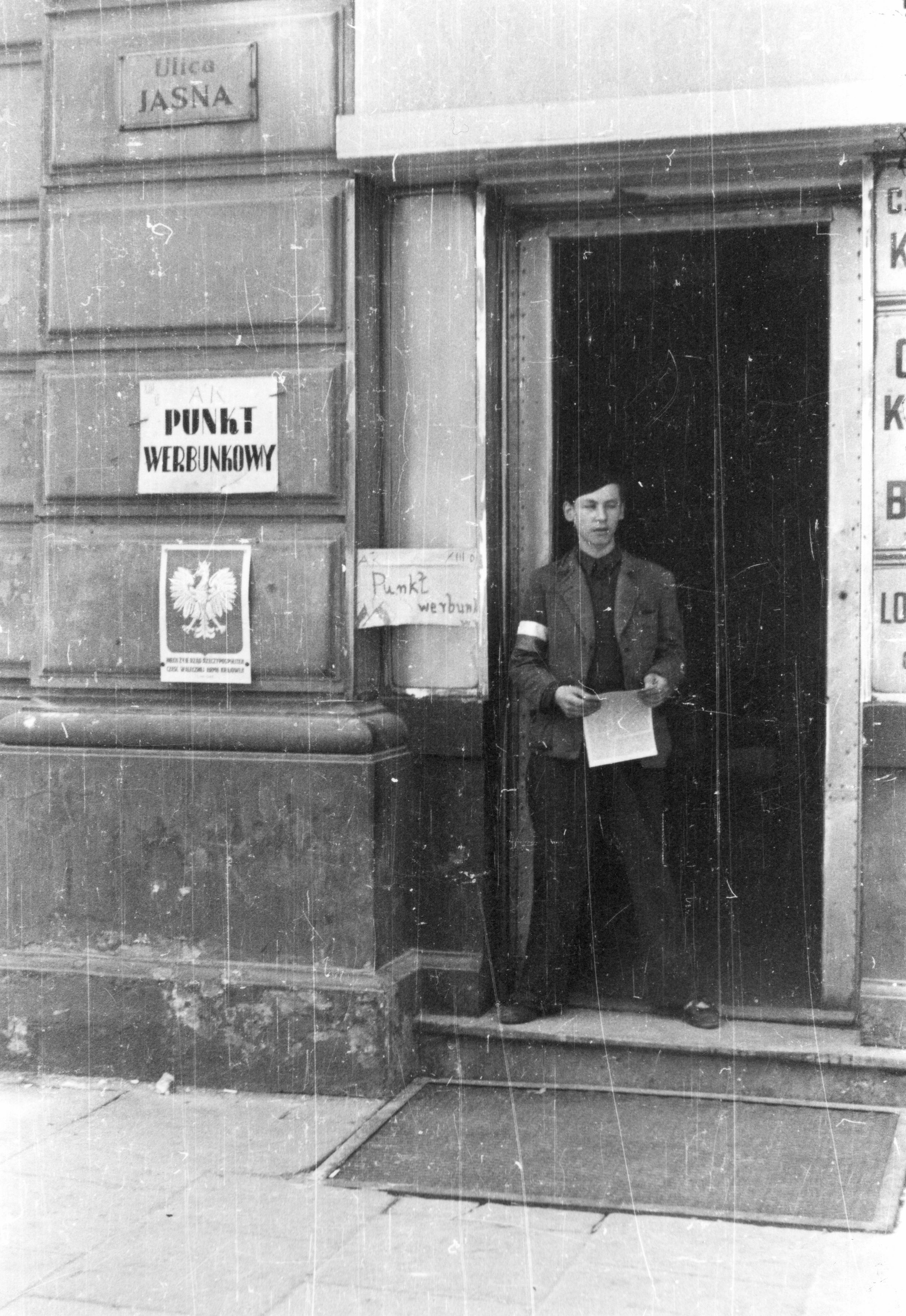
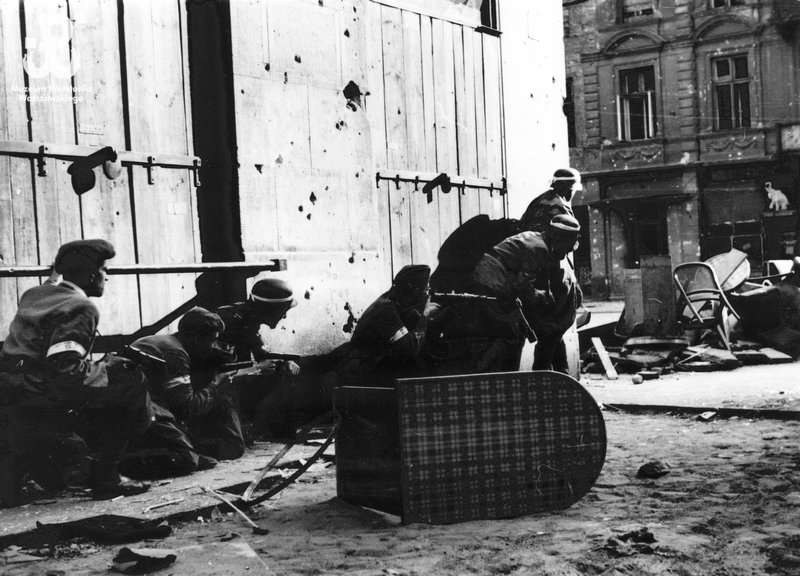
Home Army soldiers preparing for an assault
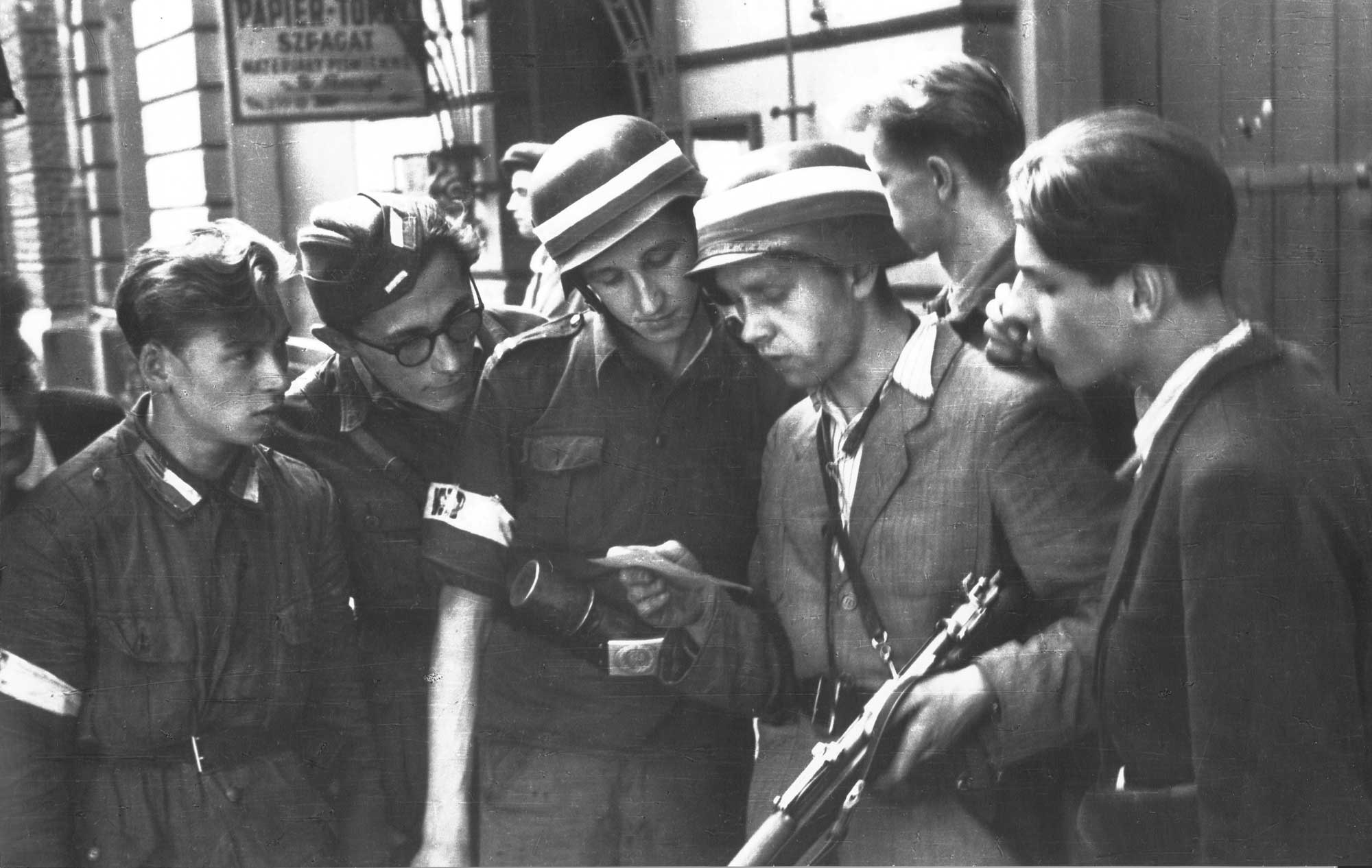
Polští vojáci čtoucí německý leták během Varšavského povstání
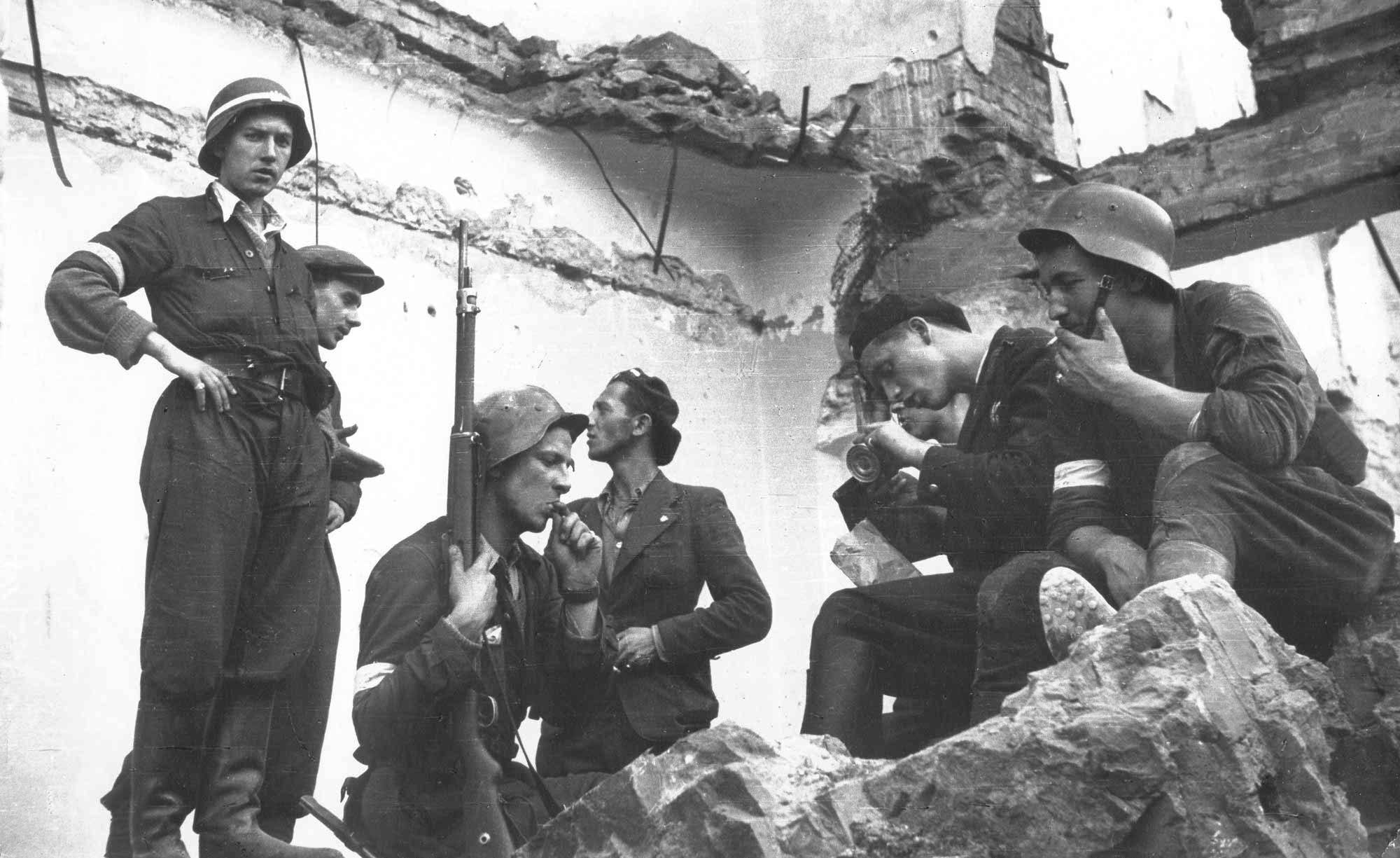
Po bitvě
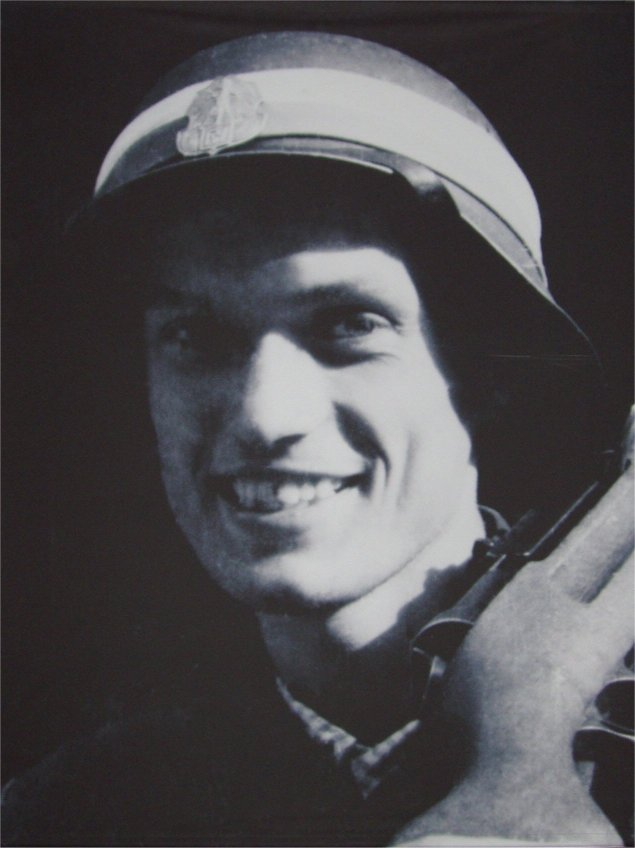
Jerzy Tyczyński
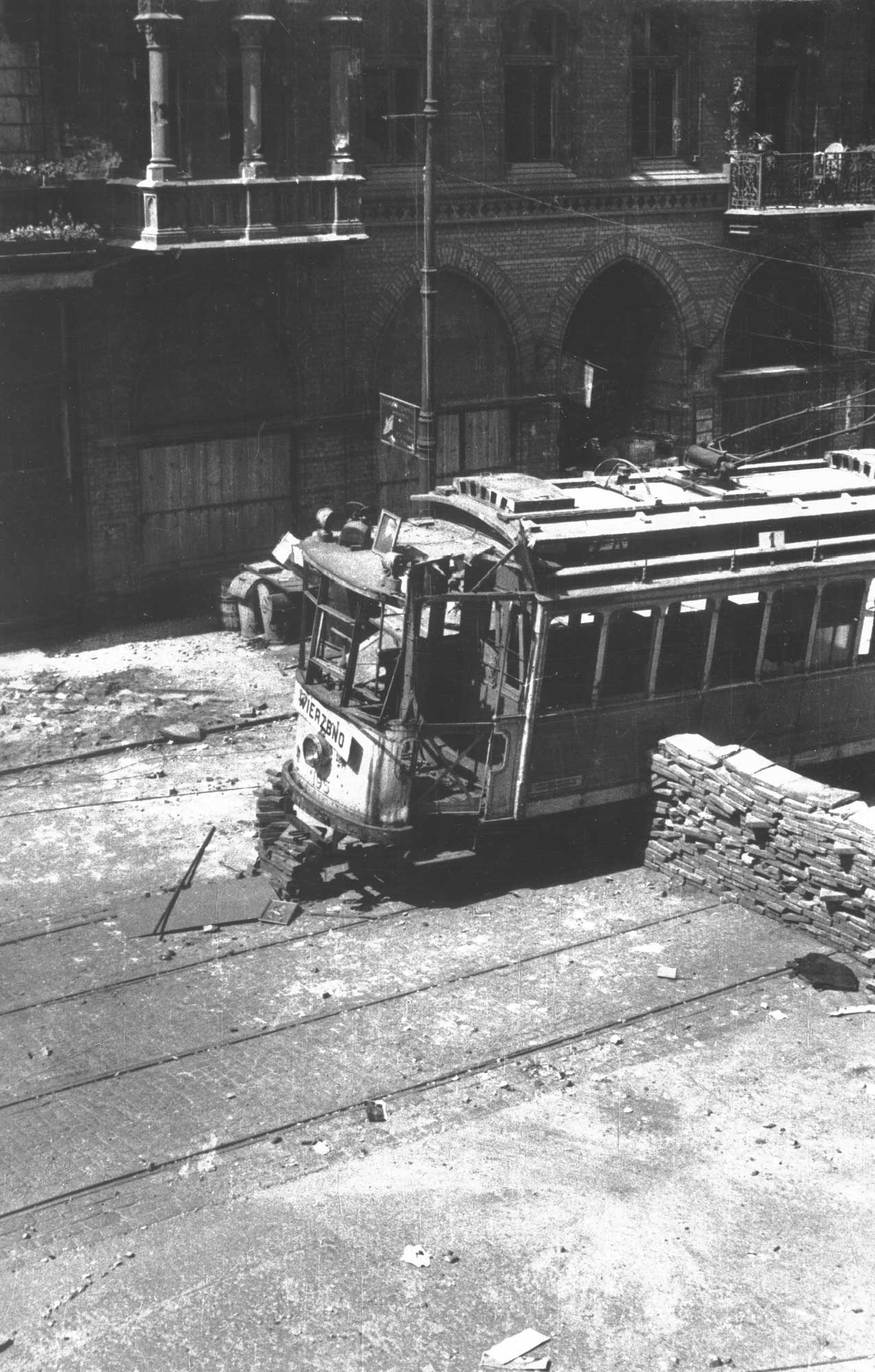
Ulice Marszałkowska
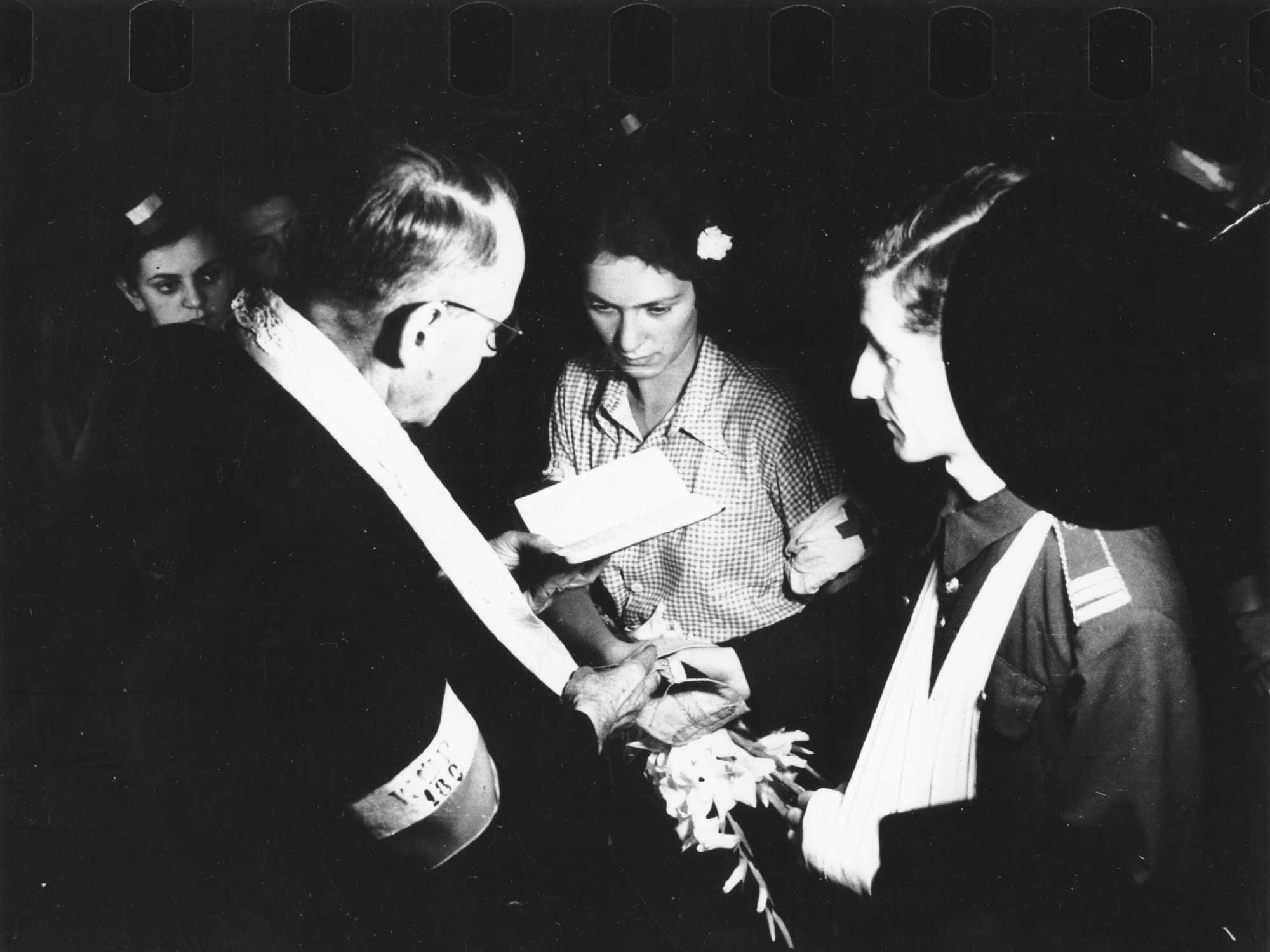
Svatba
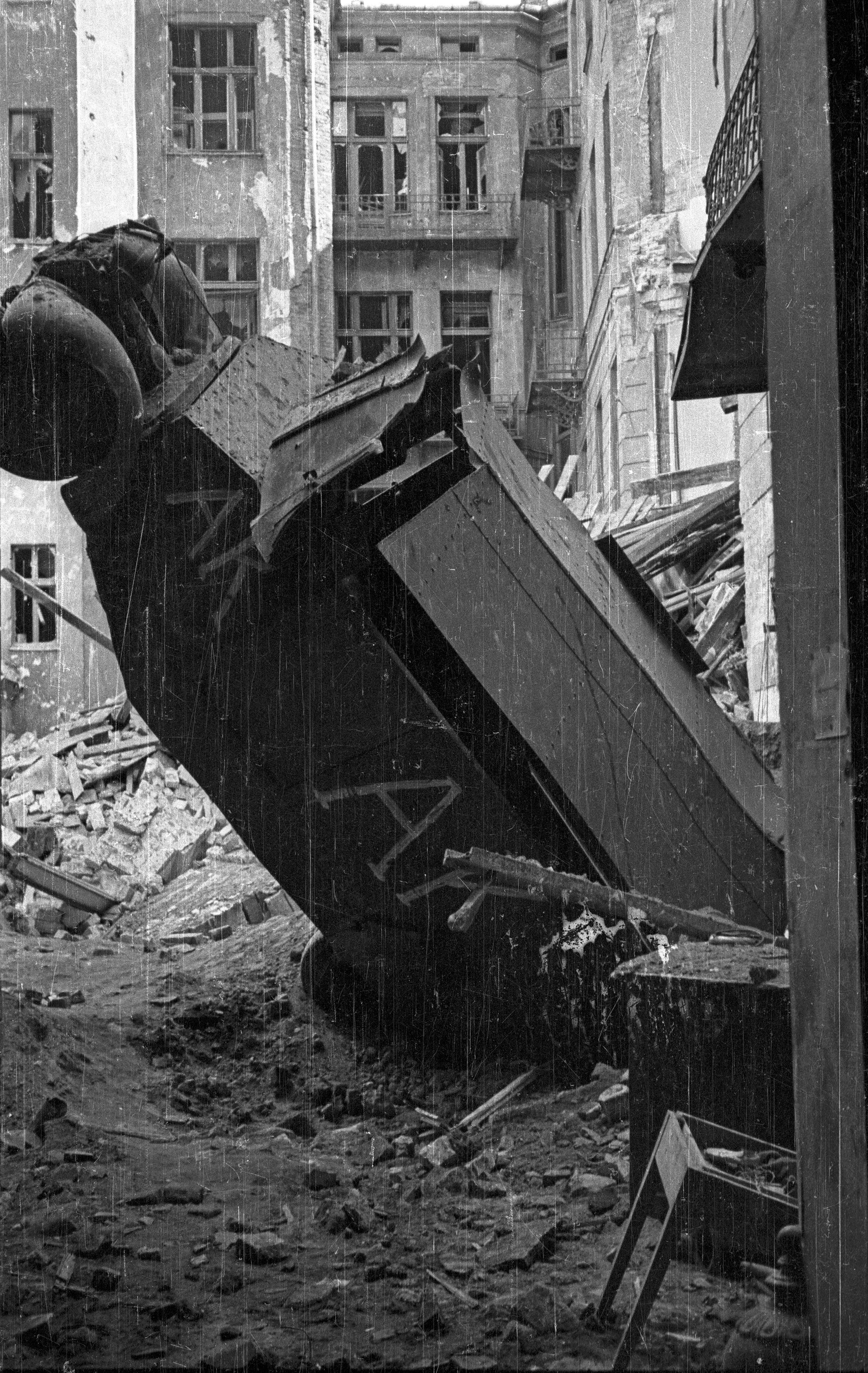
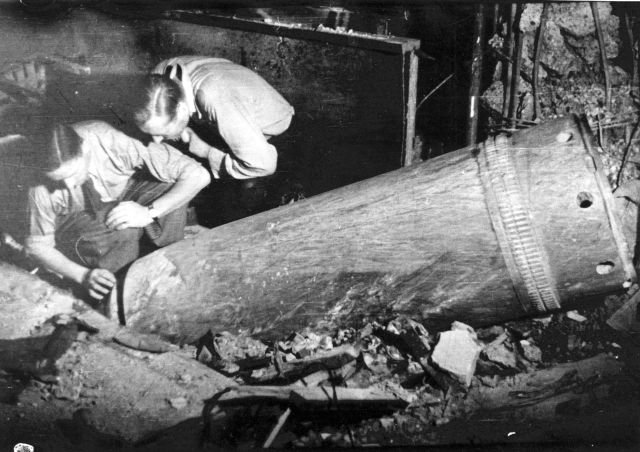
Pioniere
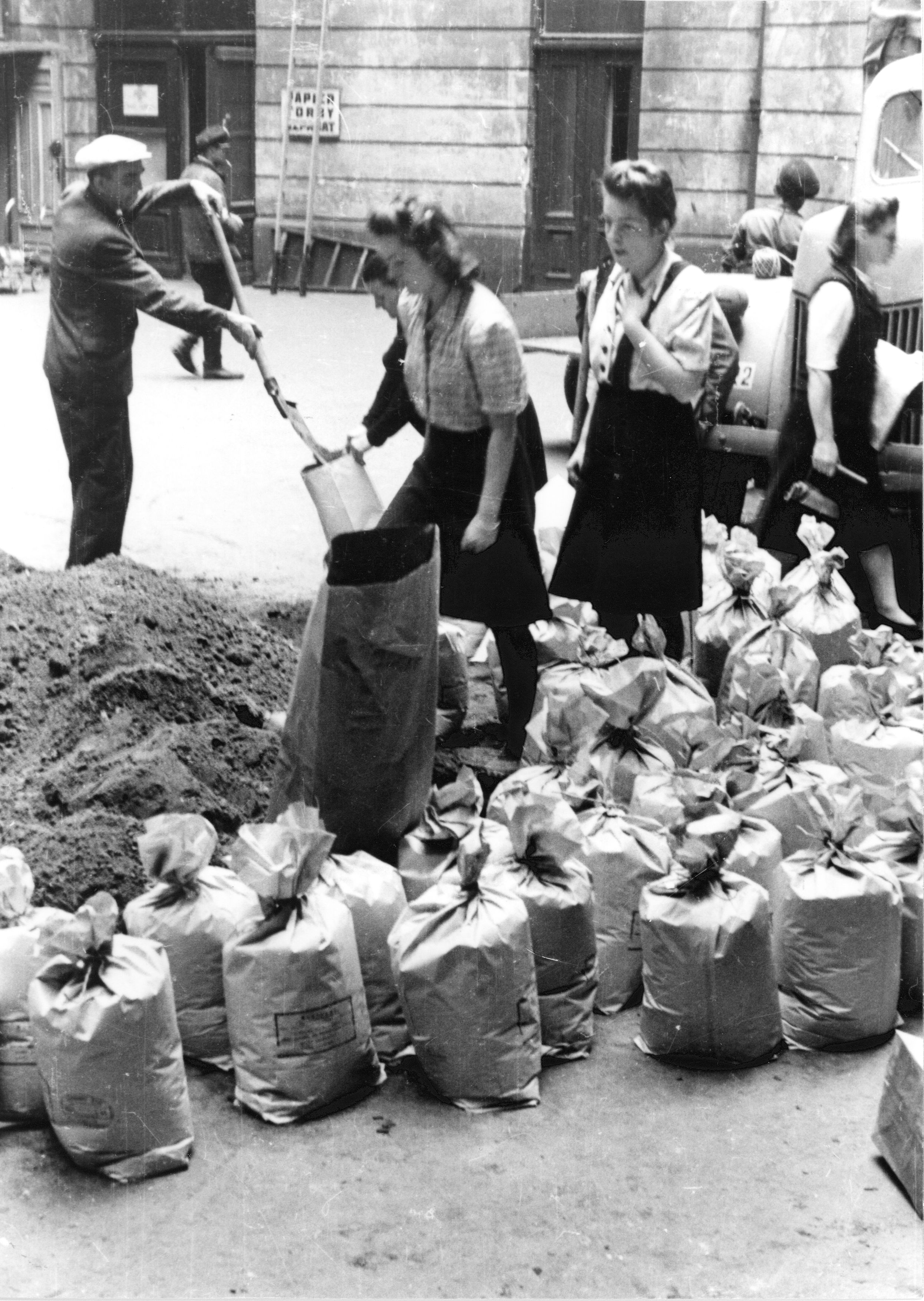
Pytle s pískem
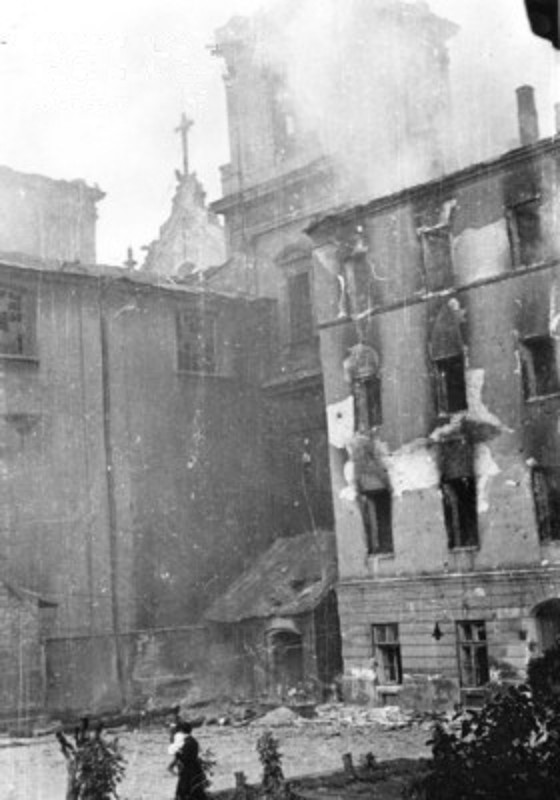
Bazylika Świętego Krzyża
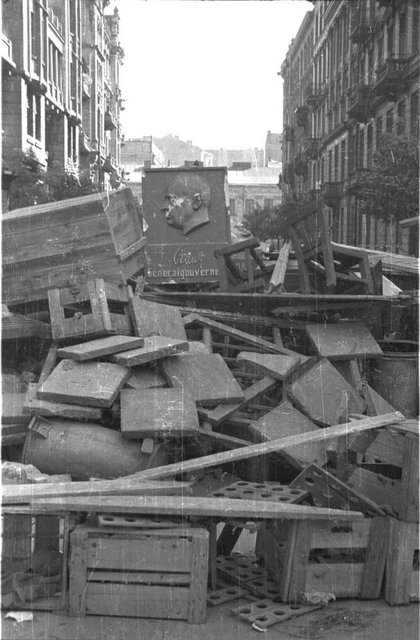
Barrikade mit einem Porträt von Hans Frank
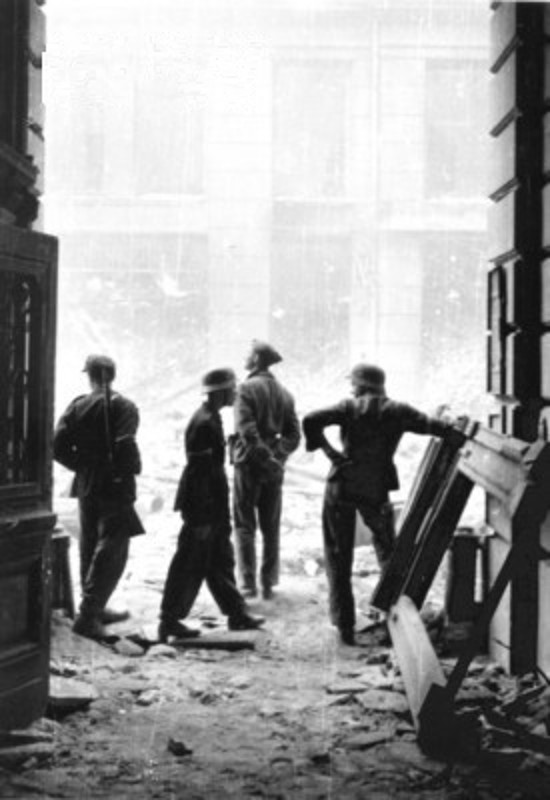
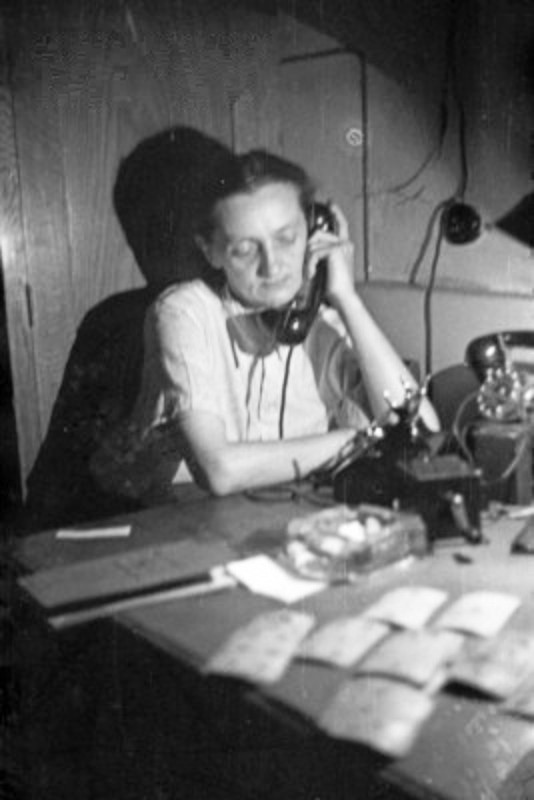
Telefonista
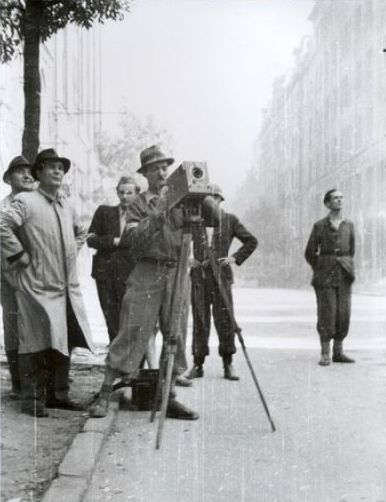
Seweryn Kruszyński
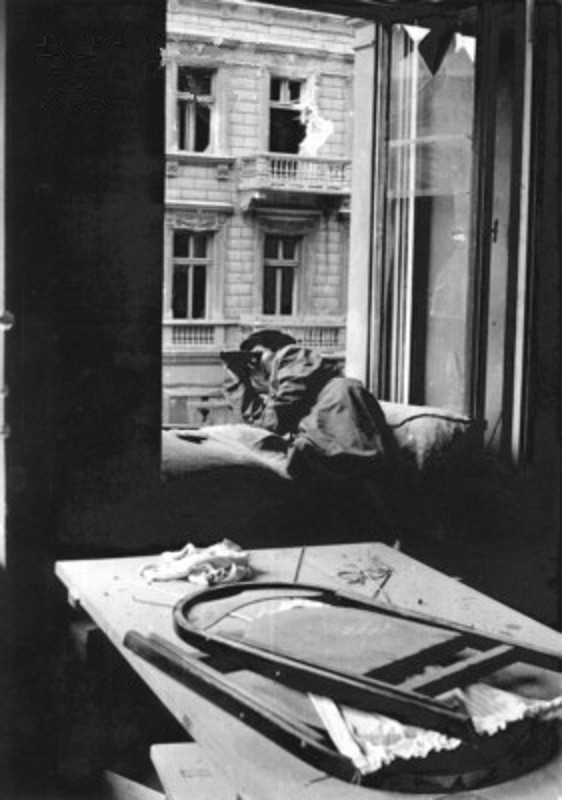
Pozorovací místo
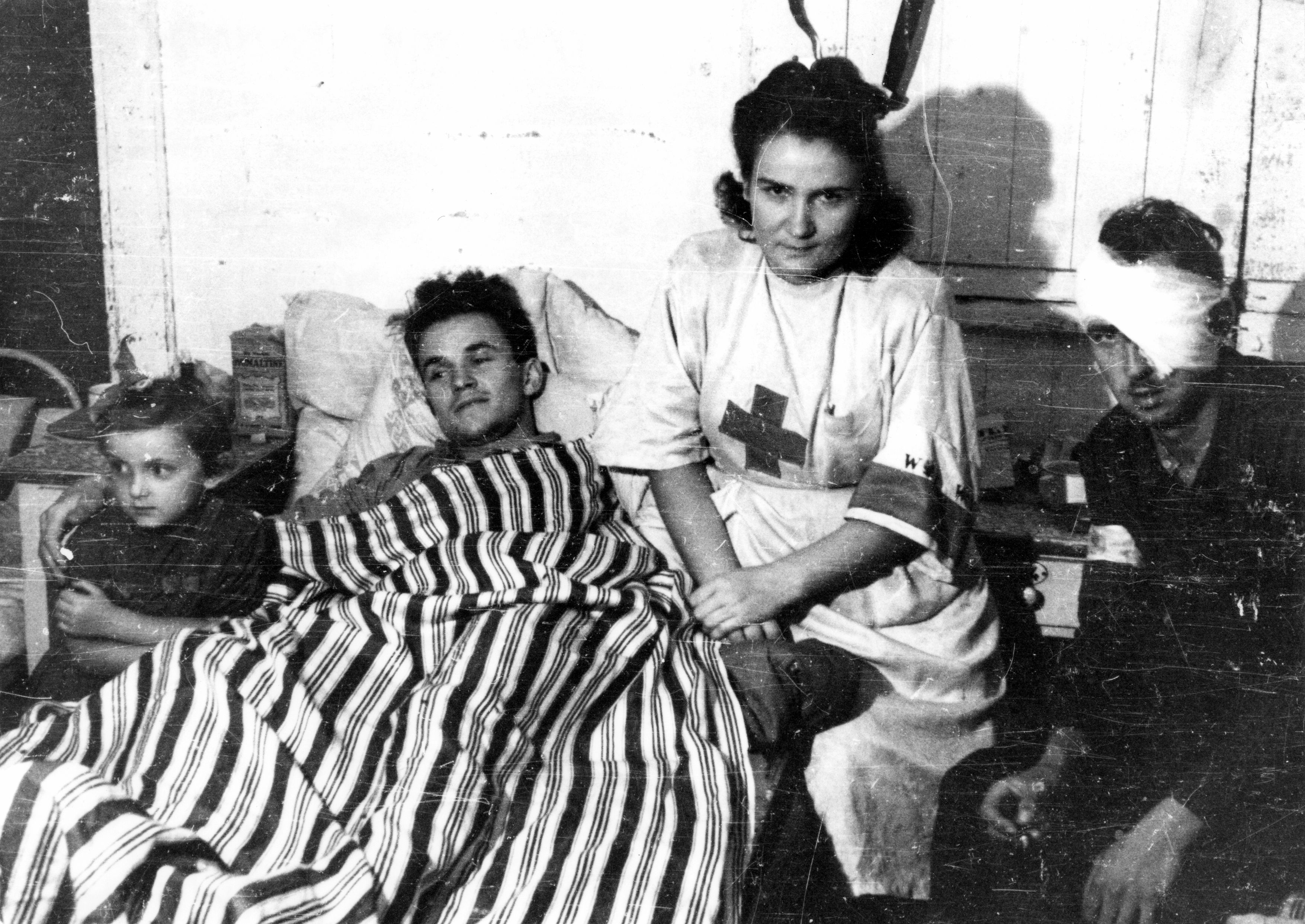
Nemocnice
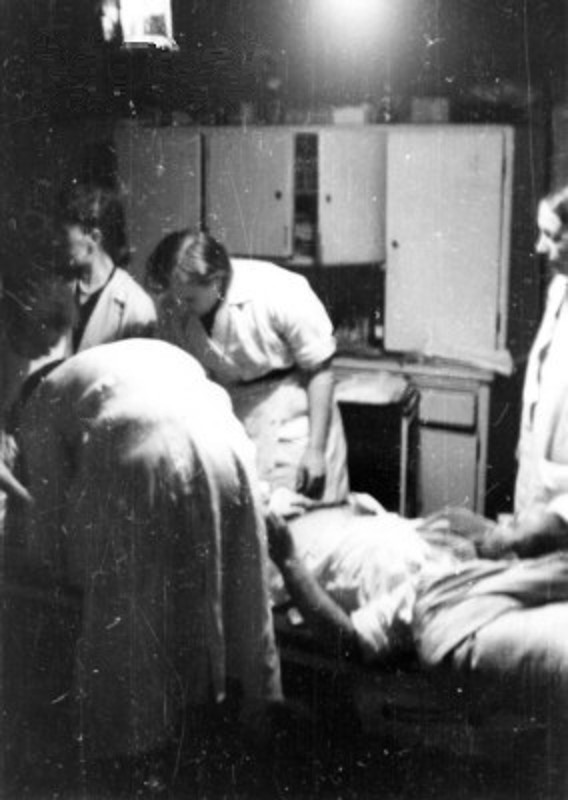
Polní nemocnice
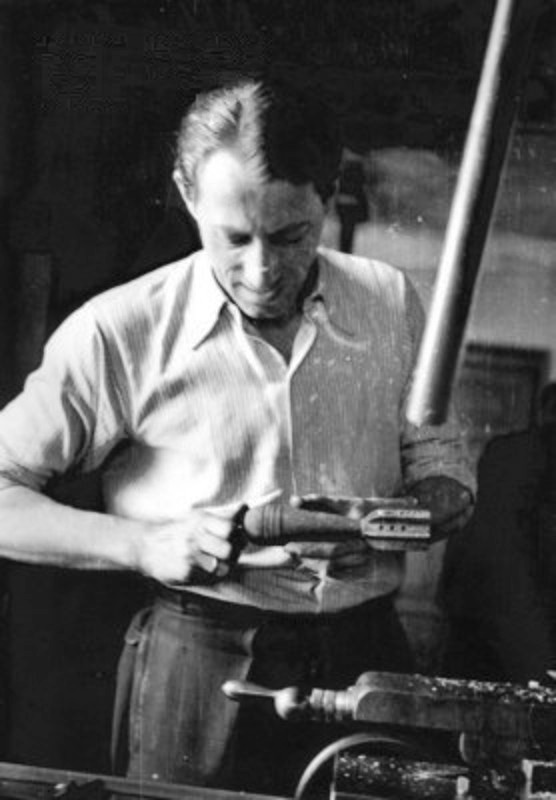
Odzbrojení minometného granátu v mechanické dílně-puškařství
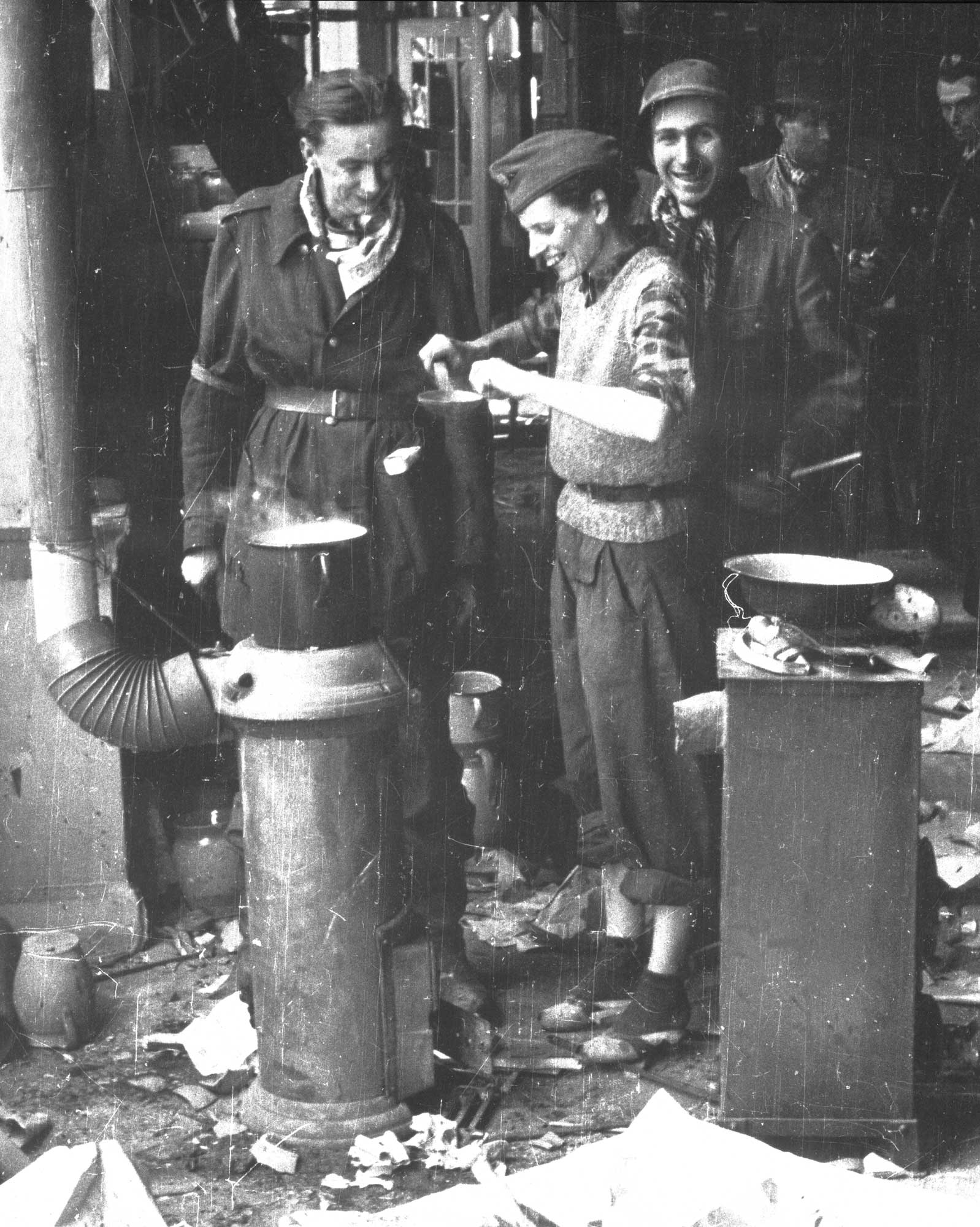
Povstalecká polní kuchyně s „kozou“ a skupina povstalců z roty „Koszta“. Zleva: Wiktor Boryczko "Dzierżak", Zofia Domańska "Zocha" (sestra Eugenia Lokajského) a Henryk Jagieła "Kwiatek".
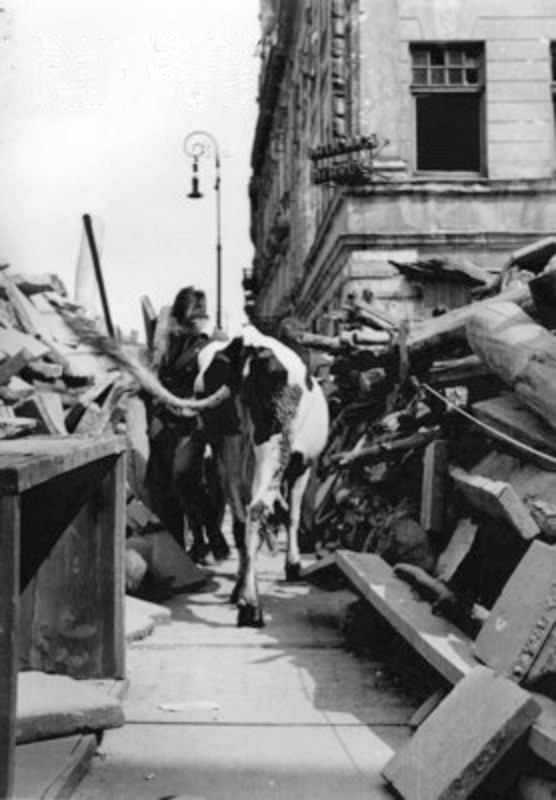
Kráva na ulici Nowy Świat